# Chemins de fer de l'Hérault
Créée en 1868, la Compagnie des chemins de fer d’intérêt local du département de l’Hérault construit et exploite dans ce département des lignes ferroviaires complétant les dessertes mises en place par la Compagnie du Midi et le PLM. Elle obtient la concession d’une première ligne entre Montpellier et Palavas, ouverte le 6 mai 1872, qui rencontre immédiatement le succès. Les difficultés surgissent dès 1873 avec l’apparition du phylloxéra et de la crise qui en découle dans le Midi viticole. « Bien que déclarée en faillite, la Compagnie de l’Hérault réussit malgré tout à éviter la déchéance en signant un concordat avec ses créanciers. Elle émet des nouveaux titres cotés en bourse et passe des conventions avec le département l’autorisant à poursuivre la construction du réseau dont elle sera à la fois le propriétaire et l’exploitant ». La période d’expansion dure jusqu’à la Première Guerre mondiale où les difficultés réapparaissent.
Entre 1917 et 1927, des avenants aux conventions sont régulièrement signés pour tenter d’améliorer la situation. Le département rachète finalement le réseau et l’afferme à la Société générale des chemins de fer économiques (SE). En 1965 la SE devient la CFTA sans effet favorable sur l’évolution de la situation du réseau. En 1968, il ne subsiste que deux lignes encore exploitées : Montpellier - Palavas pour les voyageurs et Béziers - Saint-Chinian et son antenne Maureilhan – Colombiers pour les marchandises. Le 16 janvier 1968, le conseil général vote la suppression du réseau et de son exploitation. Les Chemins de fer de l’Hérault disparaissent le 31 octobre 1968 et, avec eux, s’éteint le train de Palavas. Pourtant l'histoire ne s'arrête pas là : moins de trente ans plus tard, les Chemins de fer de l’Hérault renaissent.
Le département fut propriétaire de la ligne Colombiers – Cazouls-les-Béziers, exploitée depuis 2005 par la régie départementale des transports des Bouches-du-Rhône. En fait, la circulation des trains de marchandises n’a jamais cessé sur ce tronçon : à la fermeture du réseau, en 1968, il fut transféré à la SNCF, puis repris par le département après l’abandon de son exploitation par la Société nationale[réf. nécessaire]. En 2017, la région Occitanie devient propriétaire de cette ligne.
| Bien que raccourcie, la composition réelle était de neuf voitures et un fourgon, la rame comprend le matériel roulant emblématique de cette ligne. À l'exception du fourgon qui n'a pas été sauvegardé, le dessin représente du matériel aujourd'hui préservé et classé monument historique : voitures Bf-105, Afx-11, Cfx-218, fourgon Df-502 et locomotive 040T D-81. |

## Contexte historique, économique et social
Durant le XIXe siècle et le début du XXe siècle, la création des liaisons ferroviaires dans le département de l’Hérault et les départements limitrophes est justifiée par des besoins avérés de déplacement des personnes et des marchandises. Cependant, l’histoire des deux grandes compagnies présentes sur le territoire héraultais est particulièrement défavorable à la situation ferroviaire de Montpellier et, par répercussion, à celle de l’ensemble du département. Cette histoire est liée à l’obtention des concessions pour l’ouverture et l’exploitation des nouvelles lignes, et à la rivalité qui les oppose dans le projet de liaison Bordeaux – Marseille par le littoral. Sous l’influence des notables, des industriels et des commerçants et négociants de Montpellier, chef-lieu du département, le conseil général de l’Hérault décide d’y remédier en prenant à son propre compte la construction d’un réseau ferré. Celui-ci est réalisé aux normes des deux grandes compagnies. Il s’inscrit dans la complémentarité des lignes déjà existantes, il permet le développement et la densification de cet existant et il facilite la circulation banalisée des matériels roulants de chacune des compagnies sur les voies des deux autres.

### Les premières lignes, la Compagnie du Midi, le PLM[8]
Le déplacement des personnes sur l’axe est - ouest et inversement
Dans un premier temps des compagnies locales établissent les liaisons entre les préfectures (ligne de Nîmes à Montpellier ouverte en 1845), les sous-préfectures (liaison Béziers – Montpellier via Sète ouverte en 1857), mais aussi avec les colonies comme la liaison Montpellier – Alger, constituée de la ligne ferroviaire de Montpellier à Sète, ouverte en 1839 (il s’agit de l’une des toutes premières voies ferrées construites en France) et de la ligne maritime de Sète à Alger.
Dans les années 1850, ce sont les liaisons régionales qui se développent avec l’octroi des concessions. La liaison Toulouse – Sète par Narbonne est ouverte en 1857 par la Compagnie des chemins de fer du Midi et la liaison Marseille – Sète par Tarascon est ouverte en 1858 par le PLM.
Le transport du charbon du nord vers le sud et le transport du sel du sud vers le nord
Les lignes entre le bassin minier d’Alès - La-Grand-Combe et le Rhône sont ouvertes à la fin des années 1830 par la Compagnie des Mines de la Grand’Combe et des chemins de fer du Gard. La ligne entre Graissessac et Béziers est ouverte en 1858. Parallèlement, le sel récolté au bord de la Méditerranée doit être acheminé vers les usines chimiques et métallurgiques installées à proximité des mines. La liaison entre Aigues-Mortes et La-Grand-Combe est établie en 1873 avec l’ouverture de la ligne de Nîmes à Aigues-Mortes.

### Le cas de Montpellier et son exclusion
Avec la ligne vers Sète ouverte dès 1839 et celle vers Nîmes ouverte en 1845, l’avenir ferroviaire de Montpellier semble prometteur : la préfecture héraultaise est le centre d'un futur réseau à développer. Mais dans les faits, les choses vont en rester là. Les rachats, absorptions et fusions diverses des petites compagnies créatrices des premières lignes limitent rapidement à deux le nombre des grandes compagnies présentes sur le territoire de l’Hérault : la Compagnie des chemins de fer du Midi et la Compagnie des chemins de fer de Paris à Lyon et à la Méditerranée dont le point de jonction est à Sète. Montpellier se retrouve ainsi en bout de ligne, à l'extrémité des deux grands réseaux :
- avant-dernière gare vers le sud-ouest sur le réseau du PLM, quasiment à l’extrémité des lignes de Marseille et Avignon jusqu’à Sète ;
- dernière gare vers l’est sur le réseau du Midi[12] à l’extrémité de la ligne en construction de Montauban à Montpellier par Paulhan.

Concernant les liaisons secondaires, chacune des compagnies favorise la construction de lignes situées à l’intérieur de son réseau plutôt que celles situées à sa périphérie ou à ses extrémités. Une exception notable cependant pour Montauban – Montpellier par Paulhan. Le Midi souhaite créer une liaison Bordeaux - Marseille en suivant le littoral entre Montpellier et la cite phocéenne. Pour cela, il cherche à poursuivre son avancée le plus loin possible vers l'est. Ce projet s’oppose à la stratégie du PLM déjà possesseur de la liaison à double voie entre Sète et Marseille par Nîmes et Tarascon. Un dur conflit oppose les propriétaires des deux compagnies, les frères Emile et Isaac Pereire et Paulin Talabot. Il ne s’agit pas d’une simple querelle pour l’attribution de concessions entre compagnies mais bien d’enjeux économiques majeurs. Les frères Péreire sont actionnaires de la Compagnie du Canal du Midi reliant les façades méditerranéenne et atlantique de la France et de la banque d’affaire Le Crédit immobilier engagée dans des travaux à Marseille. Ils envisagent de réaliser la liaison ferroviaire de l’entre deux mers en joignant Bordeaux à Marseille. Paulin Talabot est conseiller général du Gard, directeur des mines de la Grand-Combe dont la houille est transportée jusqu’à Sète par le PLM via Alès, Nîmes et Montpellier et jusqu’en Algérie toujours par le PLM via Alès et Nîmes et les compagnies maritimes qu'il dirige. Dirigeant des Docks de Marseille, il dispose d’un quasi-monopole lui permettant un contrôle absolu de l’activité économique phocéenne. Enfin, les banques sont directement impliquées dans ces projets avec la Banque de France, la Société générale et la Banque Rothschild soutenant Talabot contre Le Crédit immobilier des Péreire.
Les montpelliérains et leur maire Jules Pagézy (mandat : 1852-1869) apportent leur soutien aux projets de la Compagnie du Midi favorisant le transport du vin et du sel vers l’Aveyron et le Cantal et une liaison ferrée directe avec Rodez. Un compromis est finalement trouvé, plutôt favorable au PLM et au détriment de Montpellier : bien que la ligne nouvelle à voie unique de Lunel à Arles concédée au PLM raccourcisse la distance Montpellier - Marseille de 25 km environ, la préfecture de l'Hérault reste la dernière gare à l’est du réseau du Midi et ne deviendra jamais le centre d’un ensemble de lignes secondaires.
Concernant les grands axes, chacune des compagnies établit une liaison directe avec Paris, au départ de Béziers pour le Midi et au départ de Nîmes pour le PLM, et Montpellier, esseulée entre ses deux voisines, n’est pas reliée directement à la capitale.
La situation géographique sur la carte ferroviaire française n’est pas favorable à la préfecture de l’Hérault. Les montpelliérains en prennent ombrage.

### Le transport ferroviaire dans le département de l’Hérault, l’Intérêt local et le Midi
L’historique des projets du Midi et du PLM et le conflit qui les oppose un temps n’est pas favorable au développement d’un réseau dans l’Hérault. Le département décide de prendre les choses en main et accorde une concession à la Compagnie des chemins de fer d’intérêt local du département de l’Hérault.
Le déplacement des personnes et le transport du vin : création du chemin de fer d'intérêt local
Les besoins en transport des personnes, du vin et des produits nécessaires à la viticulture sont importants. Les liaisons ferroviaires sont établies entre les chefs-lieux de cantons et les lieux de production vinicole et les gares d’échange : Montpellier, Béziers, Rabieux, Montbazin-Gigean. Le chemin de fer permet d’écouler la production du vin vers les centres de consommation et, par répercussion, des nouvelles plantations de vigne se font tout au long de ses voies. Il se crée ainsi un phénomène favorable de développement à la fois des zones de viticulture, de la production vinicole et du trafic ferroviaire.
Entre 1872, année de l’ouverture de la ligne de Montpellier à Palavas et 1880, la Compagnie de l’Hérault ouvre deux lignes, la Compagnie du Midi en ouvre une et le PLM aucune. L’Intérêt local est le principal acteur de la constitution du réseau ferré héraultais et on pourra lire plus loin à quel point sa complémentarité et son partenariat avec le Midi sont importants et efficaces.
Le plan Freycinet de 1879 n’apporte rien de plus au département dont le réseau ferré continue de se développer. La ligne des Causses de Béziers à Neussargues est achevée par la Compagnie du Midi en 1888. Elle achemine vers Paris-Bercy les vins produits dans le Midi viticole. Cette liaison avec Paris étant la plus courte, le coût du transport est inférieur à celui pratiqué par les itinéraires du PLM. Les quantités transportées sont phénoménales, l’économie n’en est donc que plus importante. Béziers - Neussargues sera longtemps appelée la ligne du vin. En rabattant sur le Midi et sur le PLM les vins de Saint-Chinian, du biterrois, de Saint-Georges-d'Orques, Gignac, Aniane, Saint-Félix-de-Lodez et Saint-Saturnin, l’Intérêt local apporte une grande contribution, sans rupture de charge car les wagons-foudres circulent indifféremment sur les voies des différentes compagnies.
L’extension maximale du réseau de l’Hérault est atteinte en 1913 avec l’ouverture de la ligne de Maureilhan à Colombiers. Par la suite, la compagnie connaîtra bien des vicissitudes. En revanche, cette dernière ligne est toujours exploitée de nos jours par le département.
L'usage de plusieurs noms pour le même réseau
Des années 1880 jusqu’au début des années 1970, les usagers, les cheminots et le grand public dénomment l’entité train - exploitation - compagnie sous le vocable d’« Intérêt local ». La difficulté d’énoncer en entier la raison sociale des exploitants successifs en est probablement la raison. La presse utilise en général « Compagnie de l’Hérault », plus proche du nom officiel.
Le terme « Intérêt local » est utilisé par la compagnie et mentionné sur les indicateurs des chemins de fer. Lorsqu'une commune est desservie par deux compagnies et que le contexte local ne permet pas de donner un nom très différent à chacune des gares ou lorsqu’il peut y avoir confusion, la mention (IL), c’est-à-dire « Intérêt local », est accolée au nom : Marseillan-Plage et Marseillan (IL), Montbazin-Gigean et Montbazin (IL), Balaruc-les-Bains, Balaruc-le-Vieux et Balaruc (IL).
Enfin, dans la seconde moitié du XXe siècle, La Vie du Rail magazine écrit « les Chemins de fer de l’Hérault », terme repris par les amateurs de chemins de fer et nom officiel actuel.
Le phénomène est similaire pour les autres compagnies ferroviaires et la société nationale : le grand public héraultais dit « le Midi », « le PLM » et « la SNCF ».

## Les lignes

### Déclarations d'utilité publique
Le 14 août 1867, sont déclarées d'utilité publique les lignes suivantes :
- De Saint-Chinian à Montbazin par Béziers, Pézenas et Mèze ;
- D'Agde à la ligne précédente, près Mèze ;
- De Montpellier à Rabieux ;
- De Montpellier à Palavas ;
- De Roquessels à Pèzenas (à titre éventuel).

Carte des voies ferrées dans le département de l'Hérault

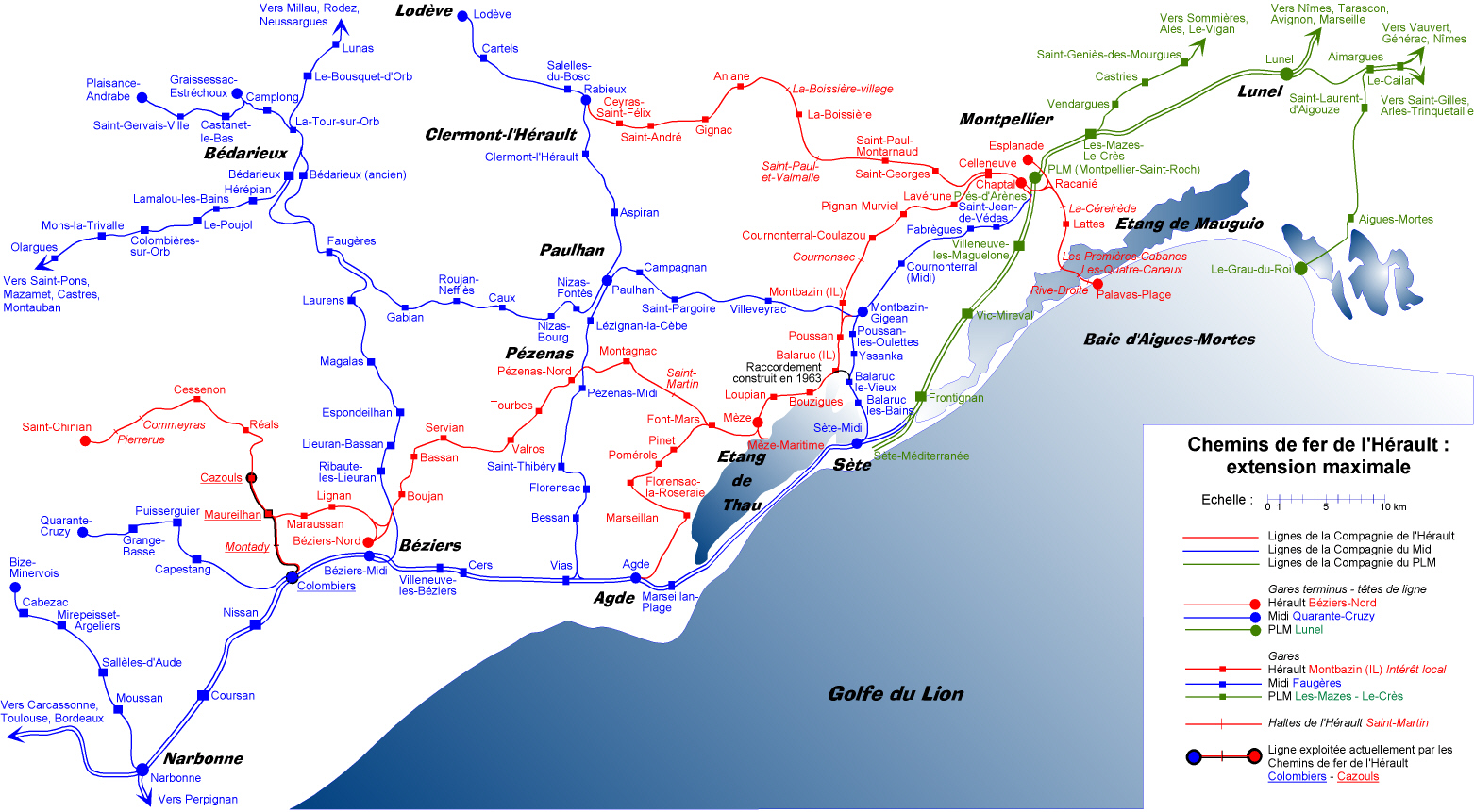
Carte de l’extension maximale des Chemins de fer de l’Hérault et des lignes Midi et PLM.

La compagnie de l'Hérault exploite six lignes, toutes à l’écartement normal, qui complètent le réseau ferré national :
- la ligne de Montpellier-Esplanade à Palavas, 12 km, ouverte en 1872 ;
- la ligne de Montpellier-Chaptal à Rabieux, 46 km, ouverte en 1896 ;
- la ligne de Montpellier-Chaptal à Béziers-Nord, ouverte en 1877 avec utilisation partielle des voies de la Compagnie du Midi et ouverte dans son intégralité, 80 km, en 1902 ;
- la ligne de Béziers-Nord à Saint-Chinian, 33 km, ouverte en 1877 ;
- la ligne de Mèze à Agde, 25 km, ouverte en 1897 ;
- la ligne de Colombiers à Maureilhan, 6 km, ouverte en 1913.
- le raccordement de Montpellier, 6 km, constitué de trois sections : la liaison Chaptal – triage de Montpellier-Prés-d’Arènes[21], la liaison Chaptal – Racanié[22] et la patte-d’oie de Racanié permettant aux convois en provenance de Chaptal de rejoindre directement la ligne de Palavas sans rebroussement ;
- le raccordement de Béziers-Nord entre les lignes de Montpellier et de Saint-Chinian ;
- le raccordement de Montbazin-Gigean (Midi) à Poussan (IL), 3 km, qui permet aux trains de l’Intérêt local venant de Montpellier par les voies du Midi de rejoindre leur propre voie pour poursuivre vers Béziers-Nord[23] ;
- le raccordement de Balaruc-le-Vieux, 1,5 km, construit en 1963 pour assurer la desserte directe des marchandises entre Sète et Mèze via une portion de l’ancienne ligne Midi de Sète à Montbazin-Gigean et une portion de la ligne de l'Intérêt local de Montpellier à Béziers.

Les voies de l’Hérault sont en contact avec celles des deux autres compagnies ferroviaires desservant le département :
- avec le Midi et le PLM au triage de Montpellier-Arènes ;
- avec le Midi à Montbazin-Gigean, Agde, Colombiers et Rabieux[24] ;
- avec la SNCF à Balaruc-le-Vieux, à partir de 1963, sur l’ancienne ligne Midi de Sète à Montbazin-Gigean.

À Montpellier, les lignes de Rabieux et de Béziers sont en tronc commun sur une voie unique depuis la gare Chaptal, au sud-ouest du centre-ville, jusqu’à Celleneuve. Chaque ligne utilise ensuite sa propre voie jusqu’à la bifurcation du Mas-de-Fourques, au sud de Juvignac. La ligne de Rabieux, après une courbe vers le nord, se dirige vers Gignac, celle de Béziers passe plus au sud en direction de Lavérune. Bien que constitué de deux voies uniques parallèles, le tronçon Celleneuve - Mas-de-Fourques a l’aspect d’une double voie. Cette disposition n’existe qu’entre 1902 et 1948 où la baisse du trafic ne justifie plus les deux voies parallèles. Un aiguillage est alors posé au Mas-de-Fourques pour assurer la bifurcation et la voie de gauche, dans le sens Celleneuve - Mas-de-Fourques, est déposée.
Chronologie de l'ouverture et de la fermeture des lignes

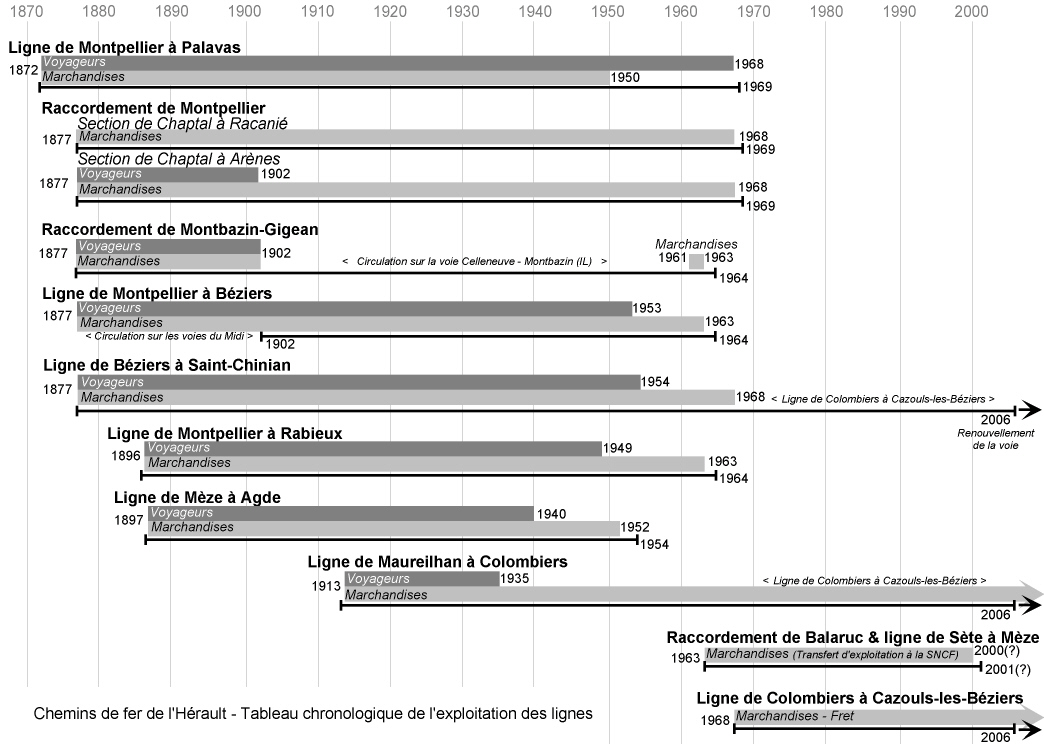

## Matériel roulant en service sur le réseau

### Locomotives à vapeur, séries anciennes
- 4 machines 120T Graffenstaden série 1 à 4 en service sur la ligne de Palavas de 1872 à 1917 ;
- 2 machines 030T Lucien Corpet série 101 et 102 en service principalement sur les chantiers de construction des lignes nouvelles de 1872 à 1903 ;
- 4 machines 040T Cail série 51 à 54 en service sur toutes les lignes de 1873 à 1940 ;
- 2 machines 030T Cail série 21 et 22 en service sur toutes les lignes de 1876 à 1916 ;
- 2 machines 030T Ernest Goüin série 31 et 32 en service sur toutes les lignes de 1877 à 1928 ;
- 4 machines 020+020T Cail compound système Mallet série 201 à 204 en service sur toutes les lignes de 1890 à 1927, elles sont les seules machines compound de l’histoire du réseau et les premières Mallet mises en service en France sur une voie normale[16].

### Locomotives 030+030TCailsystèmeMeyersérie 151 et 152
En 1877 la liaison Montpellier-Chaptal – Béziers-Nord est mise en service et les trains empruntent les voies du Midi entre Montpellier-Arènes et Montbazin-Gigean. Dès 1872 les dirigeants de la Compagnie de l’Hérault prévoient que les contraintes imposées par les chemins de fer du Midi les amèneront à ne faire circuler qu’un nombre réduit de trains mais de tonnages substantiels. Les locomotives en service à cette époque obligeant le recours à la double traction avec une troisième machine en pousse en fin de convoi, il est fait appel à Jean-Jacques Meyer et son fils Adolphe qui ont déposé, en 1861, un brevet de locomotive tender articulée puissante et s’inscrivant parfaitement dans les courbes à faible rayon.
| Type de machine                       | 120T 1 à 4    | 030T 101 et 102 | 040T 51 à 54 | 030+030T Meyer 151 et 152 |
| Année de mise en service              | 1872          | 1872            | 1873         | 1874                      |
| Constructeur                          | Graffenstaden | Lucien Corpet   | Cail         | Cail                      |
| Effort de traction à 65 % d’admission | 1 952 kg      | 2 126 kg        | 3 988 kg     | 6 568 kg                  |

La chaudière classique des 030+030T Cail système Meyer série 151 et 152 est montée sur deux bogies moteurs équipés chacun de deux cylindres égaux et supportée en trois points :
- un pivot semi sphérique sur le bogie avant assurant une totale liberté de mouvements horizontal et vertical, latéral et longitudinal,
- deux supports latéraux appuyés sur patins dans un même plan horizontal du bogie arrière n’assurant qu’une liberté longitudinale de mouvement et de rotation.

Cette disposition permet une inscription en courbe excellente et une bonne stabilité latérale de la machine assurée par le bogie arrière. Les deux bogies comportent chacun une traverse de tamponnement et un dispositif d’attelage et sont accouplés par une barre articulée. Les efforts de traction et de freinage sont ainsi limités aux seuls bogies sans transmission de contraintes à l’ensemble fixe chaudière – boîte à feux – caisses à eau – abri.
Deux exemplaires, construits par la Société Jean-François Cail et Compagnie, sortent d’usine en juillet 1874 et sont acheminés via le PLM et le Midi jusqu’à Pézenas où une voie temporaire établie près de la Grange des Prés permet à l’« Hérault » de les réceptionner. Les essais en ligne commencent dès le 6 août 1874 entre la gare de Montagnac et la halte de Saint-Martin aller et retour avec franchissement du col de la Madone où une rampe de 2,3 km de 26 à 30 mm/m de déclivité et des courbes de 200 à 300 mètres de rayon sont franchies plusieurs fois en montée et en descente. C’est Jean-Jacques et Adolphe Meyer qui pilotent eux-mêmes chaque machine durant les essais ; ceux-ci donnent toute satisfaction tant aux inventeurs du système qu’aux dirigeants de la compagnie.
Numérotées 151 et 152 « HERAULT », les deux Meyer sont aussitôt mises en exploitation : il s’agit de la première utilisation en France de locomotives articulées à voie normale en service commercial régulier.
| Année de mise en service              | 1874                                          |
| Constructeur                          | J.F. Cail                                     |
| Effort de traction à 65 % d'admission | 6568 kg                                       |
| Timbre                                | 9,0 kg/cm2                                    |
| Surface de grille                     | 2,11 m2                                       |
| Surface de chauffe foyer              | 8,70 m2                                       |
| Surface de chauffe tubes              | 111,70 m2                                     |
| Surface de chauffe totale             | 120,40 m2                                     |
| Diamètre des roues                    | 1,20 m                                        |
| Diamètre des cylindres                | 350 mm                                        |
| Course des pistons                    | 550 mm                                        |
| Type de distribution                  | Stephenson                                    |
| Sablières                             | 4 latérales                                   |
| Sablage                               | À l'avant des premières roues de chaque bogie |
| Poids à vide                          | 38,600 tonnes                                 |
| Poids en charge                       | 50,260 tonnes                                 |
| Provisions d'eau                      | 5 340,00 litres                               |
| Provisions de charbon                 | 2 600,00 kg                                   |

Les deux machines assurent le service régulier des voyageurs et des marchandises (principalement sur la liaison Montpellier-Chaptal – Béziers-Nord) jusque dans la fin des années 1890. Après n’avoir parcouru qu’un peu plus de 100 000 km chacune, elles sont vendues à l’état de ferraille en 1907 : le service exploitation du réseau déplore leur manque de fiabilité dû à l’étanchéité défectueuse des raccords mobiles de vapeur. Les quatre cylindres sont alimentés deux par deux, par deux régulateurs séparés (un par bogie). La vapeur est transmise au moyen de tuyauteries articulées avec raccords flexibles et rotules. Cette disposition permet de circuler avec un seul bogie moteur malgré la défaillance de son homologue, mais elle est délicate à mettre en œuvre et difficile à maintenir en état. Les fuites de vapeur provocant des baisses de pression entraînent de fréquentes détresses en ligne.
En 1902, le Conseil général fait construire la liaison Celleneuve – Montbazin (IL) et libère ainsi la Compagnie de l’Hérault des contraintes imposées par le Midi : les trains circulent désormais intégralement sur leur propre voie entre Montpellier et Béziers, ne justifiant plus l’utilisation de ces machines.
|  | Locomotive « Hérault » M-151 Meyer photographiée à Marseillan dans son état d’origine : avec cheminée à chapiteau, sans sabot de frein supplémentaire, sans croisillon de renfort de l’abri et sans lampe de cabine (collection Maurice Maillet). |

|  | Locomotive « Hérault » M-151 Meyer photographiée à Montpellier-Chaptal après modifications : cheminée sans chapiteau, sabots de frein supplémentaires sur le deuxième essieu du bogie avant, croisillon de renfort de l’abri et lampe de cabine (collection Marcel Combernous). |

Au cours de leur exploitation les deux machines subissent peu de changements. Elles sont équipées de la caisse à outils réglementaire « Hérault » en bois, grise avec le numéro de la machine peint en noir au pochoir, posée juste devant l’abri sur la caisse à eau gauche.
Freins
Les sabots de freins d’origine en bois sont remplacés par des sabots en acier. Pour améliorer son freinage, la M-151 est équipée de sabots supplémentaires sur le deuxième essieu du bogie avant alors que la M-152 ne semble pas bénéficier de cet ajout.
Cheminée
Le chapiteau qui orne la cheminée est enlevé.
Abri
Les ateliers de Montpellier-Chaptal sont amenés à apporter une amélioration à l’abri de conduite en ajoutant deux croisillons métalliques latéraux afin de diminuer les vibrations de la tôle de protection servant de toit. Cette modification est justifiée par une particularité des Meyer « Hérault » : l’ensemble fixe chaudière – boîte à feux – caisses à eau est posé sur les deux bogies (comme précisé plus haut) alors que l’abri est solidaire du bogie arrière. Tributaire des mouvements de ce bogie, il doit être complètement libéré mécaniquement de toute liaison rigide avec la chaudière, la boîte à feu et les caisses à eau (jeu fonctionnel nécessaire entre les tôles de l’abri et la chaudière et les caisses à eau) d’où les vibrations constatées et un probable inconfort des équipes de conduite.
Par ailleurs, une lampe de cabine est installée sur le toit.
Malgré leurs inconvénients, les 030+030T Meyer de l’ « Hérault » présentent bien des avantages : puissance, facilité d’inscription en courbe et souplesse de démarrage grâce à leurs quatre cylindres. Robustes, peu gourmandes en eau et en combustible par rapport à leur puissance, elles se contentent d’un charbon de qualité ordinaire. En revanche elles nécessitent un graissage fréquent et consomment donc de l’huile ; cela s’explique par leur conception qui multiplie les pièces en mouvement et par la distribution Stephenson. Enfin, et bien que cette qualité ne soit pas essentielle dans le cas de l’« Hérault », elles sont bonnes « coureuses » avec leurs roues de 1,20 mètre de diamètre. Pourtant leur défaut de fiabilité fait qu’elles n’auront aucune descendance sur ce réseau et il faudra attendre 1912 avec les 050T Borsig puis 1950 avec les BB diesels électriques Coferna pour voir circuler sur les voies de l’« Hérault » des machines d’une puissance comparable ou supérieure.

### Locomotives 040TSchneidersérie D-61 à 82
Vingt-deux machines sont mises en service sur le réseau. Elles circulent sans restriction sur toutes les lignes de l’Intérêt local et, sous certaines conditions, sur des lignes Midi, PLM puis SNCF.
Par leur nombre, leur endurance, leur durée de vie et l'étendue du service qu'elles effectuent, elles représentent l'archétype des locomotives de l'Hérault et du Train de Palavas.
|  | La 040T Schneider D-63 en 1952 équipée du frein Westinghouse en 1937, du TIA et d'un indicateur-enregistreur de vitesse Hausshaelter. Cette machine détient le record de distance du réseau avec 1 677 003 km parcourus. |

| À gauche : dessin de la D-61, première de la série, dans sa livrée d'origine noir-cassis à filets rouges. À droite : dessin de la D-82, dernière de la série, dans la livrée noir intégral habituelle des machines « Hérault ». |  |
| |  |

De 1896 à 1927, une trentaine d’années séparent la livraison de la 61 de celle de la 82. Les différences d’aspect des machines de la série sont minimes et portent principalement sur la présence ou non du frein à air Westinghouse avec pompe monophasée, des contre-tiges de piston, de l’aérateur sur le toit de l’abri et des volets de fermeture arrière de la cabine. Le dispositif de sablage et le nombre de tuyaux de sablière diffèrent aussi. Le proéminent éclairage de cabine visible sur le toit de l'abri est modifié au cours des passages en révision. Concernant la livrée, toutes les D sont noires généralement sans filets à l’exception de quelques machines, révisées pendant la Seconde Guerre mondiale par les ateliers Fouga de Béziers, temporairement peintes en gris-acier du type PO-Midi et filets noirs, en vert et noir du type PLM avec filets rouges et en noir-cassis du type Hérault avec filets rouges. En 1937, les ateliers Chaptal de Montpellier équipent les D-63, 69, 70, 71 et 72 du frein à air Westinghouse puis, en 1947, ils montent le traitement intégral Armand (TIA) sur toutes les machines encore en service. Ils reconstruisent partiellement les D-64 et 70 très endommagées lors du dramatique accident du 24 août 1947 au Pont-des-Salins. En 1952, un indicateur-enregistreur de vitesse système Hausshaelter est monté sur les D-63, 70 et 73 autorisées à assurer le service des marchandises sur la ligne SNCF de Montpellier à Sommières jusqu’à Saint-Geniès-des-Mourgues et les manœuvres à Montpellier-Rondelet et Montpellier-Arènes.
Caractéristiques principales des locomotives 040T Schneider série D-61 à 82 :
- cylindres : 2 extérieurs à tiroirs plans commandés par distribution Stephenson avec relevage à vis et volant disposé à droite dans la cabine ;
- simple expansion à vapeur saturée ;
- foyer Belpaire, surface de grille : 1,48 ou 1,53 m2, surface de chauffe totale : 87,58 ou 88,75 m2 ;
- timbre : 9 ou 10 hpz (bars) avec deux soupapes à charges directes placées sur le dôme ;
- sablière à vapeur de type Midi ;
- freins à vis et à contre-vapeur, le frein à air comprimé Westinghouse avec pompe à simple phase n'est monté d'origine qu'à partir de la D-73 ;
- diamètre des roues : 1,06 ou 1,01 m, course des pistons : 0,46 ou 0,54 m ;
- puissance : 360 ou 432 ch ;
- poids à vide : 24,6 ou 29,5 t, poids en ordre de marche : 32 ou 38 t ;
- eau : 3,8 t, charbon : 1 ou 1,450 t ;
- l'indicateur-enregistreur de vitesse Hausshaelter est monté en 1952 sur les D-63, 70 et 73.

L'histoire de la D-70 est remarquable par rapport à celles de la même série. Mise en service en 1902, elle est équipée du frein Westinghouse en 1937. Très endommagée le 24 août 1947 lors du dramatique accident du Pont-des-Salins, elle est partiellement reconstruite par les ateliers Chaptal de Montpellier et équipée du TIA. Un indicateur-enregistreur de vitesse système Hausshaelter est monté en 1952 pour lui permettre de circuler sur les voies de la SNCF. À la fermeture du réseau, en 1968, elle est achetée par la municipalité de Palavas-les-Flots et exposée, d'abord à la gare puis au port fluvial, avant d'être mise à l'abri au Musée du Train où elle est restaurée en état de présentation. On peut la voir actuellement en livrée verte et noire à filets rouges comme celle appliquée par les ateliers Fouga de Béziers pendant l'occupation allemande. Elle a parcouru 1 304 581 km.
| Vers 1930 | Dessin de la D-70, à gauche vers 1930 en version d'origine et, à droite, en 1937 après montage du frein Westinghouse par les ateliers Chaptal de Montpellier. | En 1937 |

| 1947 | La machine est très gravement endommagée le 24 août 1947 où elle entre en collision frontale avec la D-64. Le bilan humain de cet accident est très lourd : 4 morts et 25 blessés. Ramenée froide à Montpellier, elle est partiellement reconstruite par les ateliers Chaptal et remise en service équipée du TIA.                            |
| 1952 | En 1952, après montage d'un indicateur-enregistreur de vitesse système Hausshaelter, elle assure les manœuvres à Montpellier et le service des marchandises sur la ligne de Sommières jusqu'à Saint-Geniès-des-Mourgues pour le compte de la SNCF.                                                                                            |
| 1970 | Après la fermeture du réseau en 1968, elle est exposée en plein air dans les emprises de l'ancienne gare de Palavas attelée aux voitures Afx-11, 12 et 13 dont on ne voit sur la photo qu'une partie de la plate-forme de l'une d'elles. |
| 2007 | En 1995, elle est restaurée et installée avec la voiture Afx-11 au musée du Train de Palavas spécialement conçu pour elles. Bien qu'elle ne soit pas en état de marche, tous ses organes vitaux sont déposés ou non fonctionnels, sa restauration style musée est une réussite et la livrée appliquée, quoique peu conforme, est bien seyante |

| | |  |
| Très soigneusement restaurée en état de présentation par les services techniques de la Mairie de Palavas-les-Flots, la D-70 est exposée dans une livrée verte et noire à filets rouges, abritée des intempéries dans un bâtiment spécialement construit pour elle et la voiture Afx-11 qui l'accompagne. Malheureusement, il est quasiment impossible de la photographier plein cadre par manque de recul | |  |
| | Les plaques "N.70" et "HERAULT" sont en place sur le côté droit ; il manque la plaque ovale du constructeur "SCHNEIDER et Cie". Le cliché permet d'apercevoir une partie de l'intérieur de l'abri côté mécanicien                       |  |
| | Il n'y a pas de plaques sur le côté gauche bien qu'une "HERAULT" ait été posée sous la porte de boîte à fumée. La pompe à air simple phase du Westinghouse est bien visible contre la chaudière au-dessus du cylindre, sous la cheminée |  |
| | Le cliché permet d'apercevoir une partie de l'intérieur de l'abri côté chauffeur ainsi que la réserve de charbon (vide) et le TIA sur le dessus de la caisse à eau                                                                      |  |

|  | Dessin de la D-81 en service du 21 octobre 1927 au 31 octobre 1968. Affectée au dépôt Chaptal de Montpellier, elle est d’origine équipée du frein à air comprimé Westinghouse. Le TIA est monté en 1947. La machine est garée froide en 1961 à la fin du service de la vapeur sur la ligne de Montpellier à Palavas après avoir parcouru 540 091 km. Achetée par la municipalité de Montpellier avec la voiture Cfx-218, toutes deux sont remises en état de présentation une première fois en 1995 en conservant leurs livrées authentiques puis exposées en plein air et sans aucune protection au Rond-point des Près d'Arènes (ancien Rond-point de Moulin) à Montpellier |
|  | La locomotive 040T Schneider D-81 et de la voiture Cfx-218 préservées à Montpellier en 1995 dans leurs livrées authentiques. La voiture est classée monument historique le 27 mars 1990 et la machine le 17 juillet 1995. Elles subissent une deuxième restauration en état de présentation très proprement réalisée par les ateliers CFTA d'Arc-les-Gray en 2001. |
|  | Les mêmes après leur seconde restauration : on peut s'interroger sur l'authenticité des livrées appliquées, noire à filets rouges pour la machine et vert-clair à filets dorés avec encadrements de fenêtre marron pour la voiture, ainsi que sur l'authenticité des inscriptions. Par ailleurs, les plaques "HERAULT", de numéro et du constructeur ne sont pas conformes et leurs couleurs sont erronées. De plus, la voiture a été affublée d'un éclairage intérieur bleu fluo qui, la nuit, ne ressemble en rien à celui plutôt blafard qui était diffusé quand elle était en service. À nouveau exposées en plein air et sans aucune protection au Rond-point des Prés-d'Arènes à Montpellier aux abords de la médiathèque Federico Garcia Lorca, elles se détériorent tous les jours un peu plus. La D-70 et l'Afx-11 du musée du train de Palavas sont traitées avec plus d'égards. |

### Locomotives 050TBorsigsérie H-501 à 503
1912 —
L’Hérault achète trois locomotives à vapeur neuves 050T Borsig de 53 tonnes, série H-501 à 503. En raison de leur poids, elles ne sont pas autorisées sur l'ensemble des lignes de l'Intérêt local. Elles assurent la traction des trains lourds de marchandises et certains voyageurs :
- à Montpellier, sur les raccordements et les triages d'Arènes et de Rondelet ;
- jusqu'à Lodève sur la ligne de Montpellier à Rabieux (sur les voies du Midi entre Rabieux et Lodève) ;
- jusqu’à Montagnac sur la ligne de Montpellier à Béziers ;
- très exceptionnellement sur la ligne de Montpellier à Palavas ;
- enfin, de 1947 à 1956, la H-501 et la H-502 assurent, pour le compte de la SNCF, le service des marchandises de Montpellier à Saint-Geniès-des-Mourgues sur la ligne de Montpellier à Sommières.

|  | Photographies prises à Montpellier-Chaptal dans les années 1950 de la locomotive H-501 en service de 1912 à 1956, kilométrage parcouru : 477 073 km. En 1956, elle circule sur les lignes de Rabieux jusqu'à Saint-Georges-d'Orques et de Béziers jusqu'à Montagnac et assure des prestations pour le compte de la SNCF à Montpellier et sur la ligne de Sommières jusqu'à Saint-Geniès-des-Mourgues. |

La H-502 est en service de 1912 à 1956, kilométrage parcouru : 464 938 km. Le TIA est monté sur ces deux machines en 1945.
La H-503 est en service de 1912 à 1934, kilométrage parcouru : 266 090 km. Elle ne sera jamais équipée du TIA. Pendant la Première Guerre mondiale, les plaques constructeur « A. Borsig Berlin-Tegel » sont déposées.
Autorisées à circuler entre Rabieux et Lodève sur la ligne du Midi de Vias à Lodève, les trois machines reçoivent en 1914 un indicateur-enregistreur de vitesse Flaman ; aucune adaptation n'est donc nécessaire quand elles assurent les prestations pour le compte de la SNCF.
Caractéristiques principales des locomotives 050T Borsig série H-501 à 503 :
- cylindres : 2 extérieurs à tiroirs plans système Trick commandés par distribution Heusinger, variante allemande de la Walschaerts avec relevage à vis et volant disposé à droite dans la cabine ;
- simple expansion à vapeur saturée ;
- boîte à feu Crampton, surface de grille : 1,80 m2, surface de chauffe totale : 120,00 m2 ;
- timbre : 12,5 hpz (bars) avec deux soupapes à charges directes type Pop ;
- sablière à eau de type Lambert ;
- freins à vis et à contre-vapeur, frein à air comprimé Westinghouse avec pompe à simple phase ;
- diamètre des roues : 1,10 m, course des pistons : 0,55 m ;
- puissance : 543 ch ;
- poids à vide : 44 t, poids en ordre de marche : 54 t ;
- eau : 5,5 t, charbon : 2 t ;
- l'indicateur-enregistreur de vitesse Flaman est monté en 1914.

### Locomotives BB Diesel-électriquesCofernasérie DE-1 à 6
1951 — Malgré le bon niveau d’entretien de ses machines à vapeur, y compris pendant la durée de Seconde Guerre mondiale, le réseau de l’Hérault doit renouveler son parc de matériel de traction pour répondre aux exigences du trafic. En février 1949, le département passe commande à Coferna, aux Sables-d'Olonne, de six locomotives du type BB diesel-électrique. Les machines sont réalisées à partir d’éléments - groupes électrogènes et bogies - achetés au surplus de l’armée américaine. Le châssis, les superstructures de caisse et les auxiliaires électriques et de refroidissement des Diesel sont fabriqués par Coferna d’après les études menées avec le concours d’agents spécialistes de la Division des études de traction à moteurs thermiques de la SNCF. Elles présentent donc certaines similitudes avec les BB 63000 et les locomotives Whitcomb de la même époque. Inspirés des techniques américaines, ces engins sont du type lourd ; le premier châssis fabriqué sur les dessins Whitcomb ne peut être utilisé car le poids se révèle trop important pour être supporté par les voies de l’Intérêt local. Une étude complémentaire est réalisée afin d’obtenir une charge par essieu ne dépassant pas 15,5 tonnes. L’urgence impose d’en rester-là : l’« Hérault » doit impérativement moderniser son parc traction et la survie économique de Coferna dépend de l’acceptation de ces machines.
Elles circulent sur toutes les lignes de l’Intérêt local et, sous certaines conditions, sur les lignes de la SNCF. La Vie du Rail magazine titre en une de couverture : « Les chemins de fer de l'Hérault se modernisent ». On lit, en pages intérieures, des articles plutôt élogieux sur le renouveau de l'exploitation grâce aux nouvelles et puissantes machines Diesel. Maurice Maillet, collaborateur de la revue, y rédige un historique complet du réseau et une description sensible, quasi poétique, de la ligne de Palavas ; il évoque avec respect et empathie ses usagers et ses cheminots.
Caractéristiques principales des locomotives BB Diesel-électriques Coferna série DE-1 à 6
- deux groupes électrogènes composés chacun d’un moteur Diesel de six cylindres d’une puissance de 260 ch à 1 100 tr/min accouplé à une génératrice Westinghouse fournissant 650 A sous 350 V en courant continu ;
- quatre moteurs de traction Westinghouse à courant continu 305 V, 325 A ;
- puissance 520 ch avec les deux groupes en service, 260 ch avec un seul groupe ;
- longueurs hors tout 11,70 m, largeur hors tout 2,85 m, hauteur hors tout 4,10 m ;
- diamètre des roues 1,067 m ;
- courbe de rayon minimum 80 m ;
- vitesse maximale 76 km/h ;
- poids à vide 59 t, poids en ordre de marche 62 t, charge par essieu 15,5 t ;
- capacité des réservoirs à gazole 1 500 l, capacité des sablières 500 kg ;
- gabarit UIC passe-partout ;
- possibilité de traction à puissance réduite avec un seul groupe ou à pleine puissance avec les deux groupes électrogènes en fonction de la charge à remorquer ;
- cabine à deux postes de conduite, à gauche dans le sens de marche, équipée d'un indicateur-enregistreur de vitesse Flaman autorisant les machines à circuler sur les voies de la SNCF.

Mises en service de mai 1950 à février 1951 sur le réseau de l’Hérault, ces locomotives robustes et endurantes terminent leur carrière dans les années 1990 sur le réseau CFTA de Franche-Comté, basées au dépôt de Gray.
La DE-1
| La DE-1 en 1959. | Dessin de la DE-1 en 1959, en service sur les lignes de Montpellier à Palavas, de Montpellier à Mèze, de Béziers à Saint-Chinian et de Maureilhan à Colombiers. Elle assure des prestations pour le compte de la SNCF à Montpellier, à Béziers, à Sète et sur la ligne de Colombiers à Quarante-Cruzy. | Dessin de la DE-1 en 1959, en service sur les lignes de Montpellier à Palavas, de Montpellier à Mèze, de Béziers à Saint-Chinian et de Maureilhan à Colombiers. Elle assure des prestations pour le compte de la SNCF à Montpellier, à Béziers, à Sète et sur la ligne de Colombiers à Quarante-Cruzy. |
| La DE-1 en 1987  | À la fermeture du réseau, elle rejoint Gray par ses propres moyens en novembre 1968 où elle assure le service des voyageurs et celui des marchandises sur le réseau CFTA de Franche-Comté. Un de ses groupes électrogènes est déposé dans les années 1990. Ne pesant plus que 37 tonnes au lieu des 62 initiales, elle ne dispose que de 260 ch pour assurer son service jusqu’à son retrait définitif. La BB DE-1 est préservée au Train du pays Cathare et du Fenouillèdes depuis janvier 2020. | La DE-1 en 2006 |

Les DE-2 et DE-3
| La DE-2 en 1968 | Dessins des DE-2 et DE-3 en service sur les lignes de Montpellier à Palavas, de Béziers à Saint-Chinian et de Maureilhan à Colombiers. Elles assurent des prestations pour le compte de la SNCF à Montpellier, à Béziers, à Sète et sur la ligne de Colombiers à Quarante-Cruzy. À la fermeture du réseau, elles rejoignent Gray par leurs propres moyens en novembre 1968 où elles assurent le service des voyageurs et celui des marchandises sur le réseau CFTA de Franche-Comté jusqu'aux années 1990. | La DE-3 en 1967. |

La DE-4
| De 1950 à 1968 elle est en service sur les lignes de Montpellier à Palavas, de Béziers à Saint-Chinian et de Maureilhan à Colombiers ; elle assure des prestations pour le compte de la SNCF à Montpellier, à Béziers, à Sète et sur la ligne de Colombiers à Quarante-Cruzy. À la fermeture du réseau, elle rejoint Gray par ses propres moyens en novembre 1968 où elle assure le service des voyageurs et celui des marchandises sur le réseau CFTA de Franche-Comté. À la fin des années 1980, elle est cannibalisée de ses groupes électrogènes pour récupération des pièces destinées à la maintenance des autres machines. |  |                                 |
| La DE-4 en 1966 |  | Ce qui reste de la DE-4 en 1987 |

La DE-5
| La DE-5 en 1950 | Dessin de la DE-5 à sa mise en service sur le réseau de l’Hérault le 7 décembre 1950 où elle circule sur les lignes de Montpellier à Palavas, de Montpellier à Mèze, de Béziers à Saint-Chinian et de Maureilhan à Colombiers. Elle assure des prestations pour le compte de la SNCF à Montpellier, à Béziers, à Sète et sur la ligne de Colombiers à Quarante-Cruzy. À la fermeture du réseau, elle rejoint Gray par ses propres moyens en novembre 1968 où elle assure le service des voyageurs et celui des marchandises sur le réseau CFTA de Franche-Comté. | Dessin de la DE-5 à sa mise en service sur le réseau de l’Hérault le 7 décembre 1950 où elle circule sur les lignes de Montpellier à Palavas, de Montpellier à Mèze, de Béziers à Saint-Chinian et de Maureilhan à Colombiers. Elle assure des prestations pour le compte de la SNCF à Montpellier, à Béziers, à Sète et sur la ligne de Colombiers à Quarante-Cruzy. À la fermeture du réseau, elle rejoint Gray par ses propres moyens en novembre 1968 où elle assure le service des voyageurs et celui des marchandises sur le réseau CFTA de Franche-Comté. |
| Dans le début des années 1980, jusqu’au 13 février 1982, elle est louée avec la DE-6 par la société Ruvenhorst et Humbert adjudicataire de la construction du barrage de Michelbach sur la Doller, dans le Haut-Rhin. Les travaux nécessitent le transport de 1 300 000 tonnes de matériaux par l’ancienne voie SNCF de Cernay à Sentheim déclassée en 1973 et exploitée par le chemin de fer touristique du Train Thur Doller Alsace. On notera qu’à cette occasion, elle circule avec la DE-6 sur la même voie que les voitures Bf anciennes à toit plat transférées sur le train de la Doller à la fermeture du réseau de l’Hérault… après les avoir remorquées pendant dix-huit ans sur la ligne de Montpellier à Palavas ! | | |
| | | |
| La DE-5 en gare de Gevenheim en 1979 | | La DE-5 tractant une rame de B7 ex SNCF en gare de Burnhaupt en 1979 |
| La DE-5 en 1981 | Construite en Vendée, elle termine sa carrière en 1992 sur le réseau CFTA à Gray après quarante-deux ans de service en Languedoc, en Franche-Comté et en Alsace. | La DE-5 en 1992. |

La DE-6
| La DE-6 en 1965                                                | Dessin de la DE-6 en 1965 capots ouverts lors d’une révision aux ateliers Chaptal de Montpellier. La machine circule sur les lignes de Montpellier à Palavas, de Béziers à Saint-Chinian et de Maureilhan à Colombiers. Elle assure des prestations pour le compte de la SNCF à Montpellier, à Béziers, à Sète et sur la ligne de Colombiers à Quarante-Cruzy. |
| La DE-6 en 1970                                                | À la fermeture du réseau, elle rejoint Gray par ses propres moyens en novembre 1968 où elle assure le service des voyageurs et celui des marchandises sur le réseau CFTA de Franche-Comté. En 1970 elle porte toujours la livrée Hérault verte et jaune, châssis noir, seule la peinture jaune bouton d’or des lettres « HERAULT » a été effacée. |
| Début des années 1980 sur le chantier du barrage de Michelbach | Revêtue de la livrée vert-pistache et vert-émeraude CFTA, elle poursuit son service en Franche-Comté. Dans le début des années 1980, jusqu’au 13 février 1982, elle est louée avec la DE-5 par la société Ruvenhorst et Humbert adjudicataire de la construction du barrage de Michelbach sur la Doller, dans le Haut-Rhin. Les travaux nécessitent le transport de 1 300 000 tonnes de matériaux par l’ancienne voie SNCF de Cernay à Sentheim déclassée en 1973 et exploitée par le chemin de fer touristique du Train Thur Doller Alsace. On notera qu’à cette occasion, elle circule avec la DE-5 sur la même voie que les voitures Bf anciennes à toit plat transférées sur le train de la Doller à la fermeture du réseau de l’Hérault… après les avoir remorquées pendant dix-huit ans sur la ligne de Montpellier à Palavas ! |
| La DE-6 en 1987.                                               | Elle termine sa carrière cannibalisée comme réserve de pièces détachées avant d’être démolie dans les années 2000. |

### Locotracteurs
- 2 locotracteurs Diesel-électriques Fauvet Girel de 300 ch d'origine RDT 13 toujours en service sur la ligne de Colombiers à Cazouls-les-Béziers.

|  | Locotracteur diesel-électrique Fauvet Girel no 55 de 300 ch en 2007 en service sur Colombiers - Cazouls-les-Béziers |

### Autorails

#### Verney série ZZ-CC1002 à 1005
En 1946, 1947 et 1952, l’« Hérault » acquiert quatre autorails Diesel d’occasion Verney, numérotés ZZ-CC-1002 à 1005, en provenance des Chemins de fer normands. Ces appareils circulent sur Béziers – Saint-Chinian, Montpellier – Béziers puis, jusqu’en 1966, sur la ligne de Montpellier à Palavas en couplage par deux. Unidirectionnels et propulsés par un moteur diesel Berliet de 125 ch, les quatre autorails Verney sont équipés à l'origine d'un vérin hydraulique installé au centre de gravité permettant leur retournement sans utiliser de pont tournant. Devenu inutile, cet équipement est déposé lors de la mutation des appareils sur la ligne de Montpellier à Palavas où ils circulent par couplage de deux en position inversée.
|  | Photo de gauche Trois Verney ZZ-CC au dépôt de Montpellier-Chaptal, près des ateliers dans les années 1950. À droite à l'arrière, l'autorail De Dion-Bouton Z-101 et sa remorque-pilote ZR-101. Photo de droite Deux Verney ZZ-CC au dépôt de Montpellier-Chaptal, près des ateliers dans les années 1950. Devant l'appareil vu de l'arrière, des 040T Schneider série D-61 à 82 et, à droite, un wagon couvert et une rame de voitures Bf. |
|  | ZZ-CC-1005 en livrée rouge-grenat et gris-argent, avec vérin de retournement, patin électromagnétique, barre de tamponnement à l'avant et sans tampons à l'arrière. |
|  | ZZ-CC-1003 en livrée rouge-grenat et gris-argent, sans vérin de retournement et avec patin électromagnétique, barre de tamponnement à l'avant et tampons à l'arrière. |
|  | ZZ-CC-1004 en livrée rouge et caramel, sans vérin de retournement, sans patin électromagnétique et avec tampons à l'avant et à l'arrière. |
|  | ZZ-CC-1002 en livrée rouge et jaune, sans vérin de retournement, sans patin électromagnétique et avec tampons à l'avant et à l'arrière. L'aspect de cet appareil diffère un peu de celui des ZZ-CC-1003, 1004 et 1005. |
|  | ZZ-CC-1003 et 1002, les quelques différences d'aspect sont visibles au niveau des gouttières de toit et de portes, de la forme du pare-brise et des barres d'appui et poignées chromées ou cuivrées. |

#### De Dion-Bouton Z-101 et remorque-pilote ZR-101
En 1947 l'« Hérault » achète un autorail diesel neuf De Dion-Bouton, numéroté Z-101, et sa remorque-pilote ZR-101. Ce couplage circule sur Montpellier – Rabieux et Lodève de 1947 à 1949 puis sur Montpellier – Palavas jusqu'en 1966.
|  | Z-701 et remorque-pilote ZR-101 en livrée rouge-grenat et gris-argent. La motrice, bidirectionnelle, est pourvue d'un poste de pilotage à chaque extrémité alors que la remorque-pilote n'en comporte qu'un seul. |
|  | Z-701 et remorque R-1 en livrée rouge et caramel. Le système pneumatique de commande entre la remorque-pilote et l'autorail ne donne pas entièrement satisfaction ; il est déposé lorsque le couplage ne travaille plus que sur la ligne de Palavas. Les manœuvres de remise en tête de la motrice se font alors, comme pour les rames tractées, à Racanié, à Palavas et à Chaptal. En 1957, le moteur diesel Willème de 150 ch d'origine est remplacé par un 180 ch. |
|  | La rame De Dion-Bouton Z+R change plusieurs fois de livrée. À la fin de sa carrière elle circule sur la ligne de Palavas en livrée rouge et jaune jusqu'en 1966. |

#### De Dion-Bouton NT série M-101 à 103 et remorque R-51
En 1966 l'« Hérault » reçoit trois autorails Diesel d’occasion De Dion-Bouton de type NT, numérotés M-101 à 103, et une remorque R-51. Ces matériels circulent sur la ligne de Montpellier à Palavas jusqu’en 1968. C’est un couplage de deux de ces appareils qui assure le dernier service des voyageurs le 31 octobre 1968 à 19 h 50 en gare de Montpellier-Esplanade.
|  | Dessins de l'autorail De Dion-Bouton M-101 du type NT et de la remorque R-51. |
|  | Dessin de couplages des autorails De Dion-Bouton M-101, 102 et 103. Pour favoriser un bon refroidissement du moteur, chaque appareil est orienté radiateur à l'avant dans chaque sens de circulation. C'est un de ces couplages qui assure le tout dernier train de la ligne de Palavas le 31 octobre 1968, arrivé à l'Esplanade à 19h50. |

## L’exploitation avant 1968

### Ligne de Montpellier à Palavas
Inaugurée par les officiels, le dimanche 5 mai 1872, la ligne est ouverte au service voyageurs, le lundi 6 mai 1872. Cette ligne « Montpellier-Esplanade – Palavas » est la première ouverte à tout trafic. À l’origine le dépôt est installé à Racanié. En 1877, l’extension du réseau nécessite la construction d’un dépôt beaucoup plus vaste et d’ateliers. Le lieu choisi est le Creux du Bœuf, au nord-ouest de Montpellier. Ce nouvel ensemble ferroviaire porte le nom de Chaptal. Le dépôt de Racanié perd alors ses attributions pour devenir une annexe de Chaptal.
- Juin 1872 - Le service des voyageurs comporte trois allers et retours quotidiens[34] ;
- Juillet 1894 - Treize allers et retours pour les dimanches et fêtes[34] ;
- Juin 1913 - Quatre allers et retours quotidiens en semaine et sept les dimanches et fêtes[34] ;
- Mars 1922 - Cinq allers et retours quotidiens en semaine et sept les dimanches et fêtes[34].
- Juillet 1928 - Du 27 mai au 15 septembre, la totalité de l’offre proposée aux voyageurs est :
  - en semaine, 16 allers et retours ;
  - dimanches et fêtes, 18 allers et retours. Certains trains sont assurés par des automotrices à essence dont le nombre de places est limité. Les trajets se font en vingt-cinq minutes[35].
- Juillet 1932 - Le service des voyageurs comporte :
  - en semaine, 17 allers et retours ;
  - dimanches et fêtes, 19 allers et retours[34].
- 1937 - Aux services d'été des années 1936 à 1939, la Compagnie de l'Hérault favorise une politique appelée la mer à la portée de toutes les bourses et met en place le service en rafale. Les dimanches et jours fériés, il s'agit de faire circuler les trains d'une manière continue de quatorze heures à minuit sur la ligne de Montpellier à Palavas.

| Ligne Montpellier - Palavas Horaires des trains | Ligne Montpellier - Palavas Horaires des trains | Ligne Montpellier - Palavas Horaires des trains | Ligne Montpellier - Palavas Horaires des trains | Ligne Montpellier - Palavas Horaires des trains | Ligne Montpellier - Palavas Horaires des trains | Ligne Montpellier - Palavas Horaires des trains | Ligne Montpellier - Palavas Horaires des trains | Ligne Montpellier - Palavas Horaires des trains | Ligne Montpellier - Palavas Horaires des trains | Ligne Montpellier - Palavas Horaires des trains | Ligne Montpellier - Palavas Horaires des trains | Ligne Montpellier - Palavas Horaires des trains | Ligne Montpellier - Palavas Horaires des trains | Ligne Montpellier - Palavas Horaires des trains | Ligne Montpellier - Palavas Horaires des trains | Ligne Montpellier - Palavas Horaires des trains | Ligne Montpellier - Palavas Horaires des trains | Ligne Montpellier - Palavas Horaires des trains | Ligne Montpellier - Palavas Horaires des trains | Ligne Montpellier - Palavas Horaires des trains | Ligne Montpellier - Palavas Horaires des trains | Ligne Montpellier - Palavas Horaires des trains | Ligne Montpellier - Palavas Horaires des trains | Ligne Montpellier - Palavas Horaires des trains | Ligne Montpellier - Palavas Horaires des trains | Ligne Montpellier - Palavas Horaires des trains |
| ----------------------------------------------- | ----------------------------------------------- | ----------------------------------------------- | ----------------------------------------------- | ----------------------------------------------- | ----------------------------------------------- | ----------------------------------------------- | ----------------------------------------------- | ----------------------------------------------- | ----------------------------------------------- | ----------------------------------------------- | ----------------------------------------------- | ----------------------------------------------- | ----------------------------------------------- | ----------------------------------------------- | ----------------------------------------------- | ----------------------------------------------- | ----------------------------------------------- | ----------------------------------------------- | ----------------------------------------------- | ----------------------------------------------- | ----------------------------------------------- | ----------------------------------------------- | ----------------------------------------------- | ----------------------------------------------- | ----------------------------------------------- | ----------------------------------------------- |
| Saison 1937, du 1er juin au 30 septembre        |                                                 |                                                 |                                                 |                                                 |                                                 |                                                 |                                                 |                                                 |                                                 |                                                 |                                                 |                                                 |                                                 |                                                 |                                                 |                                                 |                                                 |                                                 |                                                 |                                                 |                                                 |                                                 |                                                 |                                                 |                                                 |                                                 |
|                                                 |                                                 |                                                 |                                                 |                                                 |                                                 |                                                 |                                                 |                                                 |                                                 |                                                 |                                                 |                                                 |                                                 |                                                 |                                                 |                                                 |                                                 |                                                 |                                                 |                                                 |                                                 |                                                 |                                                 |                                                 |                                                 |                                                 |
| Semaine                                         |                                                 |                                                 |                                                 |                                                 |                                                 |                                                 |                                                 |                                                 |                                                 |                                                 |                                                 |                                                 |                                                 |                                                 |                                                 |                                                 |                                                 |                                                 |                                                 |                                                 |                                                 |                                                 |                                                 |                                                 |                                                 |                                                 |
| Montpellier                                     | 06h00                                           | 06h58                                           | 08h00                                           | 09h00                                           | 10h00                                           | 11h00                                           | 12h07                                           | 14h00                                           | 14h40                                           | 15h20                                           | 16h00                                           | 16h40                                           | 17h20                                           | 18h05                                           | 19h07                                           | 20h40                                           |                                                 |                                                 |                                                 |                                                 |                                                 |                                                 |                                                 |                                                 |                                                 |                                                 |
| La-Céreirède                                    | 06h05                                           | 07h03                                           | -                                               | 09h05                                           | 10h05                                           | -                                               | 12h12                                           | 14h05                                           | -                                               | -                                               | -                                               | 16h45                                           | -                                               | 18h10                                           | 19h12                                           | -                                               |                                                 |                                                 |                                                 |                                                 |                                                 |                                                 |                                                 |                                                 |                                                 |                                                 |
| Lattes                                          | 06h10                                           | 07h08                                           | 08h09                                           | 09h11                                           | 10h12                                           | 11h05                                           | 12h17                                           | 14h12                                           | 14h52                                           | 15h32                                           | 16h12                                           | 16h52                                           | 17h32                                           | 18h16                                           | 19h17                                           | 20h51                                           |                                                 |                                                 |                                                 |                                                 |                                                 |                                                 |                                                 |                                                 |                                                 |                                                 |
| Les-Premières-Cabanes                           | 06h16                                           | 07h14                                           | 08h15                                           | -                                               | 10h18                                           | -                                               | 12h23                                           | 14h18                                           | -                                               | 15h38                                           | -                                               | -                                               | 17h38                                           | 18h16                                           | 19h17                                           | -                                               |                                                 |                                                 |                                                 |                                                 |                                                 |                                                 |                                                 |                                                 |                                                 |                                                 |
| Palavas-Rive-Droite                             | 06h21                                           | 07h19                                           | 08h20                                           | 09h20                                           | 10h23                                           | 11h19                                           | 12h28                                           | 14h23                                           | 15h03                                           | 15h43                                           | 16h23                                           | 17h03                                           | 17h43                                           | 18h27                                           | 19h28                                           | 21h02                                           |                                                 |                                                 |                                                 |                                                 |                                                 |                                                 |                                                 |                                                 |                                                 |                                                 |
| Palavas-Plage                                   | 06h22                                           | 07h20                                           | 08h22                                           | 09h21                                           | 10h25                                           | 11h20                                           | 12h29                                           | 14h25                                           | 15h05                                           | 15h45                                           | 16h25                                           | 17h05                                           | 17h45                                           | 18h28                                           | 19h29                                           | 21h04                                           |                                                 |                                                 |                                                 |                                                 |                                                 |                                                 |                                                 |                                                 |                                                 |                                                 |
|                                                 |                                                 |                                                 |                                                 |                                                 |                                                 |                                                 |                                                 |                                                 |                                                 |                                                 |                                                 |                                                 |                                                 |                                                 |                                                 |                                                 |                                                 |                                                 |                                                 |                                                 |                                                 |                                                 |                                                 |                                                 |                                                 |                                                 |
| Dimanches et fêtes                              |                                                 |                                                 |                                                 |                                                 |                                                 |                                                 |                                                 |                                                 |                                                 |                                                 |                                                 |                                                 |                                                 |                                                 |                                                 |                                                 |                                                 |                                                 |                                                 |                                                 |                                                 |                                                 |                                                 |                                                 |                                                 |                                                 |
| Montpellier                                     | 06h00                                           | 08h00                                           | 09h20                                           | 10h00                                           | 10h40                                           | 11h20                                           | 12h00                                           | 13h00                                           | 13h50                                           | 14h06                                           | 14h22                                           | 14h38                                           | 14h56                                           |                                                 |                                                 |                                                 |                                                 |                                                 |                                                 |                                                 |                                                 |                                                 |                                                 |                                                 |                                                 |                                                 |
| La-Céreirède                                    | 06h05                                           | 08h05                                           | -                                               | 10h05                                           | -                                               | 11h25                                           | -                                               | -                                               | 13h55                                           | -                                               | -                                               | -                                               | -                                               |                                                 |                                                 |                                                 |                                                 |                                                 |                                                 |                                                 |                                                 |                                                 |                                                 |                                                 |                                                 |                                                 |
| Lattes                                          | 06h12                                           | 08h12                                           | 09h32                                           | 10h12                                           | 10h52                                           | 11h32                                           | 12h12                                           | 13h10                                           | 14h00                                           | -                                               | 14h32                                           | -                                               | 15h06                                           |                                                 |                                                 |                                                 |                                                 |                                                 |                                                 |                                                 |                                                 |                                                 |                                                 |                                                 |                                                 |                                                 |
| Les-Premières-Cabanes                           | 06h18                                           | 08h18                                           | -                                               | 10h18                                           | -                                               | 11h38                                           | 12h18                                           | -                                               | 14h07                                           | -                                               | -                                               | -                                               | 15h14                                           |                                                 |                                                 |                                                 |                                                 |                                                 |                                                 |                                                 |                                                 |                                                 |                                                 |                                                 |                                                 |                                                 |
| Palavas-Rive-Droite                             | 06h23                                           | 08h23                                           | 09h43                                           | 10h23                                           | 11h03                                           | 11h43                                           | 12h23                                           | 13h21                                           | 14h12                                           | 14h25                                           | 14h43                                           | 14h57                                           | 15h19                                           |                                                 |                                                 |                                                 |                                                 |                                                 |                                                 |                                                 |                                                 |                                                 |                                                 |                                                 |                                                 |                                                 |
| Palavas-Plage                                   | 06h25                                           | 08h25                                           | 09h45                                           | 10h25                                           | 11h05                                           | 11h45                                           | 12h25                                           | 13h22                                           | 14h14                                           | 14h27                                           | 14h45                                           | 14h59                                           | 15h21                                           |                                                 |                                                 |                                                 |                                                 |                                                 |                                                 |                                                 |                                                 |                                                 |                                                 |                                                 |                                                 |                                                 |
| (suite)                                         |                                                 |                                                 |                                                 |                                                 |                                                 |                                                 |                                                 |                                                 |                                                 |                                                 |                                                 |                                                 |                                                 |                                                 |                                                 |                                                 |                                                 |                                                 |                                                 |                                                 |                                                 |                                                 |                                                 |                                                 |                                                 |                                                 |
| Montpellier                                     | 15h15                                           | 15h45                                           | 16h20                                           | 17h00                                           | 17h31                                           | 19h03                                           | 19h36                                           | 20h20                                           | 21h00                                           | 21h40                                           | 22h20                                           | 23h00                                           | 23h40                                           |                                                 |                                                 |                                                 |                                                 |                                                 |                                                 |                                                 |                                                 |                                                 |                                                 |                                                 |                                                 |                                                 |
| La-Céreirède                                    | 15h20                                           | -                                               | -                                               | 17h05                                           | -                                               | -                                               | -                                               | -                                               | -                                               | -                                               | -                                               | -                                               | -                                               |                                                 |                                                 |                                                 |                                                 |                                                 |                                                 |                                                 |                                                 |                                                 |                                                 |                                                 |                                                 |                                                 |
| Lattes                                          | 15h25                                           | 15h52                                           | 16h32                                           | 17h12                                           | 17h41                                           | 19h16                                           | 19h48                                           | 20h32                                           | 21h12                                           | 21h52                                           | 22h32                                           | 23h17                                           | 23h52                                           |                                                 |                                                 |                                                 |                                                 |                                                 |                                                 |                                                 |                                                 |                                                 |                                                 |                                                 |                                                 |                                                 |
| Les-Premières-Cabanes                           | -                                               | -                                               | 16h38                                           | -                                               | 17h50                                           | -                                               | 19h54                                           | 20h38                                           | -                                               | -                                               | -                                               | -                                               | -                                               |                                                 |                                                 |                                                 |                                                 |                                                 |                                                 |                                                 |                                                 |                                                 |                                                 |                                                 |                                                 |                                                 |
| Palavas-Rive-Droite                             | 15h36                                           | 16h08                                           | 16h43                                           | -                                               | -                                               | 19h27                                           | 19h59                                           | 20h43                                           | 21h23                                           | 22h03                                           | 22h43                                           | 23h23                                           | 00h03                                           |                                                 |                                                 |                                                 |                                                 |                                                 |                                                 |                                                 |                                                 |                                                 |                                                 |                                                 |                                                 |                                                 |
| Palavas-Plage                                   | 15h38                                           | 16h10                                           | 16h45                                           | 17h24                                           | 17h56                                           | 19h29                                           | 20h01                                           | 20h45                                           | 21h25                                           | 22h05                                           | 22h45                                           | 23h25                                           | 00h05                                           |                                                 |                                                 |                                                 |                                                 |                                                 |                                                 |                                                 |                                                 |                                                 |                                                 |                                                 |                                                 |                                                 |
|                                                 |                                                 |                                                 |                                                 |                                                 |                                                 |                                                 |                                                 |                                                 |                                                 |                                                 |                                                 |                                                 |                                                 |                                                 |                                                 |                                                 |                                                 |                                                 |                                                 |                                                 |                                                 |                                                 |                                                 |                                                 |                                                 |                                                 |

L'observation du tableau ci-dessus montre que le dimanche entre 14 h 00 et 15 h 00 ce ne sont pas moins de quatre trains qui débarquent à Palavas les voyageurs se rendant à la plage. Le nombre de trains est encore de neuf dans la tranche horaire de l'après-midi entre 13 h 00 et 17 h 00. Pour le retour, mais le document n'est pas reproduit dans cet article, il y a huit trains au départ de Palavas dans la tranche horaire de 17 h 00 à 20 h 00.
Temps de parcours - Les temps de parcours son compris entre vingt et vingt-cinq minutes. On est loin du trajet en une demi-heure que l'on peut lire ici ou là. Les différences dépendent du nombre de gare et haltes desservies et du temps d'arrêt à la Rive-Droite permettant la descente des voyageurs qui se rendent sur la plage de la rive droite de Palavas. Les trains sont classés en trois catégories :
- les directs, ou rapides qui ne marquent qu'un seul arrêt intermédiaire ;
- les semi-directs, ou express qui marquent deux ou trois arrêts intermédiaires ;
- les omnibus qui desservent toutes les gares[36] et haltes, soit quatre arrêts intermédiaires.

Exploitation, infrastructures et matériels nécessaires - Les dimanches et les jours fériés, aux heures où le trafic est le plus intense, un train partant de Montpellier croise successivement trois trains en provenance de Palavas : à Racanié, à Lattes et aux Premières-Cabanes. La densité du service en rafale nécessite l'utilisation de six rames tractées, huit machines en activité sur la ligne et deux machines de réserve sous pression, une stationnée à Racanié et une en attente à Chaptal. Une partie de ce matériel roulant est prélevé sur celui utilisé en semaine sur les autres lignes ouvertes au service des voyageurs et dont les circulations sont moins nombreuses le dimanche.
Pour supporter un tel trafic, les infrastructures ont dû être aménagées avec la pose de voies nouvelles à Racanié, Lattes, les Premières-Cabanes et Palavas. En revanche, la configuration en viaduc à voie unique de la gare de l'Esplanade à Montpellier reste inchangée. Cela ne facilite pas l'exploitation.
| Scan d'une carte postale ancienne de la place de la Comédie de Montpellier | La gare de l'Esplanade et le "Petit jardin de la gare de Palavas" sont visibles au fond à droite, au-dessus de l'autocar garé devant le Café des Trois-Grâces. Nous sommes en 1949 juste après la suppression des Tramways électriques de Montpellier dont les voies et lignes aériennes sont toujours en place. | La gare de l'Esplanade et le "Petit jardin de la gare de Palavas" sont visibles au fond à droite, au-dessus de l'autocar garé devant le Café des Trois-Grâces. Nous sommes en 1949 juste après la suppression des Tramways électriques de Montpellier dont les voies et lignes aériennes sont toujours en place. | La gare de l'Esplanade et le "Petit jardin de la gare de Palavas" sont visibles au fond à droite, au-dessus de l'autocar garé devant le Café des Trois-Grâces. Nous sommes en 1949 juste après la suppression des Tramways électriques de Montpellier dont les voies et lignes aériennes sont toujours en place. |
|                                                                            | La gare de l'Esplanade et son unique voie ; l'autorail De Dion-Bouton Z-701 et sa remorque R-1 sont dans l'attente du départ de 10 heures pour Palavas. Tout est calme et contraste avec la photo suivante. | | |
|                                                                            | L'unique quai de la gare de l'Esplanade un peu avant 14 heures un jour de semaine de l'été 1956. Le train parti de Palavas à 13 h 30 et arrivé à l'Esplanade à 13 h 52 dépose ses quelques voyageurs confrontés à la foule nombreuse en partance pour la plage tandis qu'une machine montée de Racanié est attelée à l'autre extrémité de la rame. Tout ce monde ne dispose que de huit minutes avant le départ de 14 h pour Palavas. La 040T Schneider D-79 redescendra aussitôt en marche à vue vers Racanié en suivant le train à courte distance. La rame est composée de voitures Cfx avec une Afx en deuxième position. | | |

Les manœuvres à Montpellier - La gare de l'Esplanade ne comportant qu'une seule voie, aucune manœuvre n'y est possible. Son positionnement en viaduc et l'exiguïté du terrain dont elle dispose ont toujours empêché toute extension. Cela complique singulièrement l'exploitation. Jusqu'à la fermeture du réseau en 1968, la manœuvre des rames tractées se fait de façons différentes en fonction du temps disponible entre deux trains.
- Temps disponible supérieur à une demi-heure : la manœuvre ne nécessite qu'une machine. Le train montant de Palavas dépose ses voyageurs à l'Esplanade puis descend à vide en marche arrière vers Racanié. La machine change de côté puis remonte la rame vide en marche arrière jusqu'à l'Esplanade. Les voyageurs vers Palavas s'installent et le train redescend vers Racanié sans s'arrêter et poursuit son trajet vers la mer ;
- Temps disponible inférieur à une demi-heure : la manœuvre nécessite l'utilisation de deux machines. Le train en provenance de Palavas passe à Racanié où il est immédiatement suivi en marche à vue par une machine isolée[38]. Pour éviter des fermetures trop nombreuses du passage à niveau de l'avenue du Pont-Juvénal, cette machine suit le train montant à très courte distance. Il est même parfois arrivé qu'elle apporte son concours à la montée de la dure rampe de l'Esplanade en poussant le convoi devant elle. Arrivé en gare, le train montant de Palavas dépose ses voyageurs et la machine est dételée. Les voyageurs vers Palavas n'ont pas accès au quai tant que ceux du train à l'arrivée ne l'ont pas quitté. Pendant que les nouveaux voyageurs s'installent, la machine isolée venant de Racanié est attelée. Le train, maintenant tracté par la deuxième machine, redescend vers Racanié sans s'arrêter et poursuit son trajet vers la mer. Il est suivi en marche à vue et à très courte distance (toujours pour éviter deux fois la fermeture du passage à niveau de l'avenue du Pont-Juvénal) par la première machine qui s'arrête à Racanié et qui, après s'être approvisionnée, recommencera l'opération avec le train suivant montant de Palavas. Cette disposition évite toute perte de temps à l'Esplanade où seulement cinq minutes s'écoulent entre l'arrivée d'un train et son départ vers Palavas. En revanche, elle impose une machine supplémentaire par rapport au nombre de rames.

Les vingt-cinq allers et retours du service en rafale des dimanches et jours fériés demandent une organisation bien rodée. L'annexe de Racanié est le lieu stratégique où l'engagement des rames et des machines s'opère et où la régularité du trafic est assurée.
On imagine le travail de la garde-barrière du passage à niveau de l'avenue du Pont-Juvénal qui, les dimanches et jours fériés, voit passer sur sa voie quelque soixante trains ou machines entre cinq heures et demie du matin et minuit et demi.
Les manœuvres à Palavas - À l'origine la gare de Palavas ne comportait que trois voies. Pour le service en rafale, le plan des voies est remanié et porté à cinq. La capacité d'accueil passe ainsi à quatre trains simultanément.

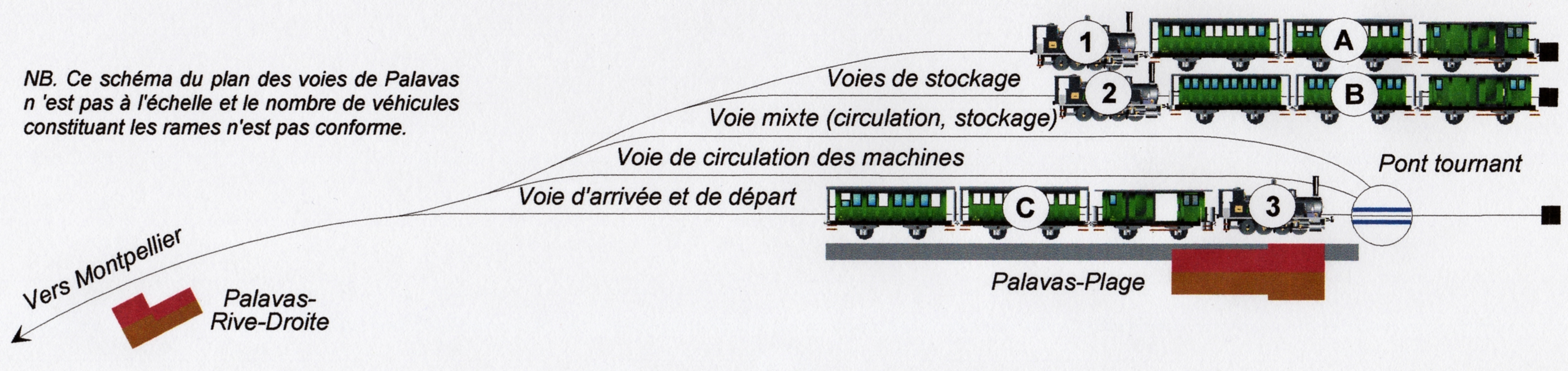

 Ces aménagements n'imposent aucune contrainte particulière d'exploitation : les trains à l'arrivée sont reçus sur la voie à quai, la machine dégage et, par la voie de circulation, elle vient à l'autre bout de la rame pour y être attelée. En fonction des horaires, le train repart vers Montpellier ou se place en attente sur une des voies de stockage. Aux heures de circulation intense, les trains au départ restent sur les voies de stockage et ne sont pas mis à quai. Les voyageurs montent dans les voitures directement à partir du ballast.
- Août 1944 - Le service est réduit à trois allers et retours quotidiens en semaine comme les dimanches et fêtes[39] ;
- Septembre 1944 - Le service est maintenu à trois allers et retours quotidiens en semaine et dimanches et fêtes mais le départ depuis Palavas se fait au pont de la Canalette et non à la gare de Palavas-Plage[39] ;
- Janvier 1950 - Fin de l’exploitation des marchandises ;
- 1952 - Le service d'été comporte neuf allers et retours quotidiens en semaine et dix-sept allers et retours les dimanches et jour fériés. Ce sont 2 953 trains Diesel et 5 044 trains à vapeur qui sont mis en circulation sur la ligne durant l'année ;
- 1955 - Neuf allers et retours quotidiens en semaine et dix-sept allers et retours les dimanches et jours fériés. Ce sont 2 953 trains Diesel et 5 044 trains à vapeur qui sont mis en circulation sur la ligne durant l'année ;
- 1956 - Le nombre de circulations est de 5 100 mouvements :
  - 2 822 autorails ;
  - 2 098 trains à vapeur ;
  - 180 trains Diesel.
- 1957 - Les 040T Schneider série D-61 à 82 assurent la traction des derniers trains de voyageurs à vapeur sur la ligne de Montpellier à Palavas qui, à compter de 1960, ne verra plus circuler que des Diesel ;
- 1959
  - Au service d'hiver

couplages d'autorails Verney série ZZ-CC-1000 + série ZZ-CC-1000,
|  | Autorails Verney en couplage par deux à des époques et en livrées différentes. |

couplage autorail et remorque De Dion-Bouton Z-701 + R-1,
|  | Ne donnant pas entièrement satisfaction, les commandes pneumatiques de la remorque-pilote ZR-101 sont déposées. Cela complique l'exploitation car la motrice Z-701 doit être remise en tête de rame à chaque trajet d'où des manœuvres supplémentaires à Palavas, à Racanié et à Chaptal. |

- puis, de 1966 à 1968 :
  - couplages d'autorails De Dion-Bouton série M-100 et rame De Dion-Bouton autorail + remorque, M-100 + R-51.

|  | Couplages d'autorails De Dion-Bouton série M-100 + série M-100. |
|  | Autorail et remorque De Dion-Bouton série M-100 + R-51. L'exploitation avec cette rame est plus compliquée car la motrice M-100 doit être remise en tête de rame à chaque trajet d'où des manœuvres supplémentaires à Palavas, à Racanié et à Chaptal. |

- Au service d'été
  - rames tractées par les 040T Schneider série D-61 à 82 puis par les BB Coferna série DE-1 à 6.

|  | L'image typique du train de Palavas : une rame de Cfx remorquée par une 040T Schneider de la série D, cheminée en arrière, vue un dimanche après-midi des années 1950 entre la gare de Palavas, quittée à 18 heures, et le pont des Quatre-Canaux. L'arrivée à l'Esplanade se fera à 18h22. |
|  | Une rame voyageurs à Palavas un dimanche de 1967 garée en attente du départ de 18h30 pour l'Esplanade. La machine est la BB Coferna DE-1 ; la quatrième et la cinquième voitures sont des Afx, les autres des Cfx et un fourgon Df est en queue de rame.                                    |
|  | Scan d'une carte postale ancienne colorisée d'une rame voyageurs en gare de Palavas en 1958 prête pour le départ de 19 heures vers l'Esplanade. La machine est la 040T Schneider D-78 ; la seconde voiture est une Afx, les autres sont des Cfx.                                            |

- À l'intersaison
  - couplage d'autorails et remorque Verney série ZZ-CC-1000 + De Dion-Bouton Z-101 + R-101 + Verney série ZZ-CC-1000 (rame hétéroclite de quatre caisses à l'esthétique curieuse associant les Verney tout en rondeur à l'anguleux De Dion Z et à sa remorque-pilote tout autant anguleuse),

|  | Dessin d'une rame de matériel autorail hétéroclite Verney et De Dion-Bouton assurant le service à l'intersaison sur la ligne de Montpellier à Palavas dans les années 1960. Composition ZZ-CC-1005 + R-1 + Z-701 + ZZ-CC-1004. |

- puis, de 1966 à 1968 :
  - couplages d'autorails et remorque De Dion-Bouton série M-100 + R-51 + série M-100 (belle rame homogène de trois caisses).

|  | Dessin d'une rame homogène De Dion-Bouton assurant le service à l'intersaison sur la ligne de Montpellier à Palavas de 1966 à 1968. Composition M-103 + R-51 + M-102. |

Le dernier service d'été des voyageurs
Pourtant, jusqu'au service d'été de 1968, l'offre est importante et les voyageurs nombreux. En pleine saison, du 30 juin au 27 août, le nombre d'allers-retours quotidiens est de 9 en semaine et de 14 les dimanches et jours fériés. Du 28 août au 15 septembre, ce sont 8 allers-retours quotidiens en semaine et 9 les dimanches et jours fériés qui sont encore proposés.
| Ligne Montpellier – Palavas Horaires des trains | Ligne Montpellier – Palavas Horaires des trains | Ligne Montpellier – Palavas Horaires des trains | Ligne Montpellier – Palavas Horaires des trains |
| --- | ----------------------------------------------- | ----------------------------------------------- | ----------------------------------------------- |
| Saison 1968, du 30 juin au 15 septembre |                                                 |                                                 |                                                 |
| Semaine | Semaine                                         | Dimanches et fêtes                              | Dimanches et fêtes                              |
| Montpellier | Palavas                                         | Montpellier                                     | Palavas                                         |
| 06 h 50 | 07 h 20                                         | 08 h 00                                         | 08 h 30                                         |
| 10 h 00 | 10 h 30                                         | 10 h 00                                         | 10 h 30                                         |
| 12 h 10 | 13 h 30                                         | 11 h 30                                         | 13 h 30                                         |
| 14 h 00 | 14 h 30                                         | 13 h 30*                                        | 14 h 00*                                        |
| 14 h 30 | 16 h 00                                         | 14 h 00                                         | 14 h 30                                         |
| 15 h 30 | 17 h 30                                         | 14 h 30                                         | 15 h 00*                                        |
| 17 h 30 | 18 h 00                                         | 15 h 00                                         | 16 h 00                                         |
| 18 h 30 | 19 h 00                                         | 15 h 30                                         | 18 h 00                                         |
| 19 h 00* | 19 h 30*                                        | 16 h 30*                                        | 18 h 30                                         |
| |                                                 | 17 h 30                                         | 19 h 00                                         |
| |                                                 | 19 h 00                                         | 19 h 30                                         |
| |                                                 | 19 h 30*                                        | 20 h 00*                                        |
| |                                                 | 20 h 30*                                        | 21 h 00*                                        |
| |                                                 | 21 h 30*                                        | 22 h 00*                                        |
| * Circule jusqu'au 27 août |                                                 |                                                 |                                                 |
| Nota - La gare de Palavas-les-Flots délivre des billets et enregistre les bagages à destination de toutes les gares de la Société nationale des chemins de fer français. |                                                 |                                                 |                                                 |

Les circulations sont assurées :
- en semaine par un autorail, deux rames tractées et trois machines[40] ;
- les dimanches et jours fériés par trois rames tractées et quatre machines[40].

Chaque rame est composée de neuf voitures et d'un fourgon :
- rame no 1 : 9 Bf anciennes à toit plat[41] et 1 Df à toit plat (capacité maximale : 775 voyageurs) ;
- rame no 2 : 8 Cfx modernes à toit bombé[41],[42], 1 Afx ex 1re classe[42] à toit bombé et 1 Df à toit plat (capacité maximale : 757 voyageurs) ;
- rame no 3 : 6 Cfx modernes à toit bombé, 3 Afx ex 1re classe à toit bombé et 1 Df à toit plat (capacité maximale : 721 voyageurs).

 Le dessin ci-dessus évoque l'aspect des trains dans les dernières années d'exploitation jusqu'à la fin de l'été 1961 où la vapeur a été supprimée. Ce sont les BB Coferna de la série DE qui ont assuré la totalité des services d'été de 1962 à 1968.
La capacité des rames est calculée en comptant 5 (3 + 2) voyageurs par banquette (10 rangées pour chaque Bf et Cfx, 8 rangées pour chacune des Afx), 25 voyageurs debout par voiture et 10 voyageurs debout sur les plates-formes. Bien que le stationnement y soit officiellement interdit, personne ne respecte la consigne ; lors du contrôle des billets, l'agent de l'Intérêt local se contente d'accrocher la chaine de sécurité au-dessus des marchepieds et recommande de ne pas se pencher à l'extérieur. Bien évidemment, personne ne prend en compte ce dernier conseil.
On observera cependant que le chiffre, annoncé par certains auteurs, de plus de 1 000 personnes transportées par rame est fort exagéré ; les voyageurs debout sur le toit des voitures ou agglutinés sur la locomotive relèvent plus de la légende que de la vérité historique (Albert Dubout y est sans doute un peu pour quelque chose).
|  | En gare de Palavas au service d'été dans les années 1950-1960, un train en préparation pour le départ vers Montpellier depuis l'une des voies de garage. La rame remorquée par la 040T Schneider D-78 comporte deux Afx en quatrième et cinquième positions. Les autres voitures sont des Cfx &, au fond, un fourgon Df. |
|  | Une des rames «Palavas» au dépôt de Montpellier-Chaptal dans les années 1950. La quatrième voiture est une Afx, les huit autres sont des Cfx et au fond un fourgon Df. |
|  | Ils sont nombreux les Montpelliérains à utiliser l'Intérêt local pour se rendre à la mer. Le train parti de l'Esplanade à 14 heures vient de marquer l'arrêt au pont des Quatre-Canaux avant de faire halte à La-Rive-Droite et d'arriver au terminus de Palavas à 14h22. Les trains sont souvent bondés et les voyageurs s'agglutinent sur les plates-formes des voitures. Bien que de qualité médiocre, cette photo est particulièrement intéressante car elle montre une rame composée de l'ensemble des catégories de véhicules pour voyageurs constituant le parc de l'Intérêt local dans les 1950-1960 : un fourgon Df, trois voitures Cfx, une voiture Afx et cinq voitures Bf. |

31 octobre 1968 - Fin de l'exploitation de la section Cazouls - Saint-Chinian de la ligne de Béziers à Saint-Chinian et fin de l'exploitation de la ligne de Montpellier à Palavas.

### Ligne de Montpellier à Béziers
19 juillet 1877 - Ouverture du raccordement reliant la gare de Poussan de la Compagnie de l’Hérault à la gare de Montbazin-Gigean de la Compagnie du Midi. Bien qu’inachevée, la ligne de Montpellier à Béziers est ouverte à tout trafic : les trains utilisent l’itinéraire suivant :
- circulation sur les voies de l’Hérault depuis la gare de Montpellier-Chaptal jusqu’aux Prés-d’Arènes ;
- circulation sur les voies du Midi des Prés-d’Arènes jusqu’à Montbazin-Gigean, section de la ligne de Montpellier à Paulhan ;
- circulation sur les voies de l’Hérault de Montbazin-Gigean jusqu’au terminus de Béziers-Nord.

Le trafic est très dense sur la section Montpellier - Montbazin-Gigean qui accueille les convois des deux compagnies. Pour chacune d’elles, tout retard provoque des retards sur ses propres trains mais aussi sur ceux de l’autre compagnie. Ces conditions imposent deux contraintes à l’Intérêt local :
- payer un droit de circulation à la Compagnie du Midi,
- assurer la correspondance avec les trains du Midi à Montbazin-Gigean à l’aller comme au retour sans que la réciprocité soit exigée : les trains de l’Hérault doivent attendre les trains du Midi en retard mais ceux-ci ne sont pas tenus d’attendre ceux de l’Hérault.

L’embranchement entre la gare de Mèze et Mèze-Maritime (ou Mèze-Port), sur l’étang de Thau, est mis en service en 1877. Il permet la correspondance, pour les voyageurs et les marchandises, entre la liaison ferroviaire Hérault et les navettes maritimes directes avec le port de Sète.
Juillet 1894 - Le service des voyageurs comporte trois aller et retour quotidiens entre Montpellier et Béziers et un aller et retour quotidien entre Mèze et Béziers.
6 septembre 1902 - Achèvement de la ligne de Montpellier à Béziers avec l'ouverture de la section Celleneuve - Montbazin (IL). Au bout de 25 ans, le hiatus qui sépare la partie orientale du réseau, centrée sur Montpellier-Chaptal, et sa partie occidentale, centrée sur Béziers-Nord, disparait enfin.
Les trains de l’Intérêt local empruntent désormais leur propre voie sur l’intégralité du parcours Montpellier - Béziers. La Compagnie de l’Hérault s’affranchit des contraintes imposées par la Compagnie du Midi sur l’itinéraire initial par les Prés-d’Arènes et Montbazin-Gigean.
Les voyageurs de la « gare de Rabieux » doivent changer leurs habitudes. Jusqu'alors les trains pour Béziers partaient vers l'est en direction d'Arènes et ceux pour Rabieux partaient vers l'ouest en direction de Celleneuve. La présence de la locomotive d'un côté ou de l'autre des rames constituait un repère plus évident que la lecture des panneaux indicateurs. Désormais tous les trains partent en direction de Celleneuve et les locomotives en tête des rames sont du côté de l'ouest. Les personnels de quai sont sollicités bien plus souvent qu'auparavant pour renseigner les hésitants et il n'est pas rare de voir des voyageurs descendre à Celleneuve pour changer de train car, à Chaptal, ils ne sont pas montés dans la bonne rame.
|  | Carte postale ancienne de la gare de Montpellier-Chaptal dans les années 1910. Depuis l'ouverture de l'itinéraire vers Béziers par Lavérune, Pignan, Cournonterral et Montbazin, elle perd progressivement son appellation d'usage de « Gare de Rabieux » et devient « Gare Chaptal ». |

Juin 1913 - Le service des voyageurs est constitué de quinze circulations quotidiennes :
- quatre allers entre Montpellier et Béziers ;
- un aller entre Montpellier et Poussan ;
- un aller entre Pézenas et Béziers ;
- trois retours entre Béziers et Montpellier ;
- un retour entre Béziers et Mèze ;
- un retour entre Mèze et Montpellier ;
- un retour entre Poussan et Montpellier ;
- trois aller et retour entre Poussan et Montbazin-Gigean pour assurer la correspondance entre les trains Montpellier – Béziers de la Compagnie de l’Hérault et les trains Montpellier – Paulhan – Bédarieux – Lamalou-les Bains et Vias – Paulhan – Lodève de la Compagnie du Midi[34].

Mars 1922 - Le service des voyageurs comporte :
- trois aller et retour quotidiens entre Montpellier et Béziers ;
- un aller et retour quotidien entre Montpellier et Mèze ;
- un aller et retour quotidien entre Poussan et Montbazin-Gigean[34].

Juillet 1928 - Le service des voyageurs comporte quatre aller et retour quotidiens. Le train le plus rapide effectue le trajet en 3h20 et le plus lent en 6h10.
Un aller et retour quotidien circule entre Poussan et Montbazin-Gigean Le trajet se fait en une dizaine de minutes.
6 février 1932 - Une Micheline, c'est-à-dire un autorail monté sur pneumatiques construit par les Établissements Michelin de Clermont-Ferrand, est présenté aux autorités et effectue des essais entre la gare Chaptal de Montpellier et Mèze. Le confort de roulement et le temps de parcours font sensation.
Juillet 1932 - Le service quotidien des voyageurs comporte :
- deux aller et retour entre Montpellier et Béziers ;
- un aller entre Montpellier et Poussan ;
- un aller entre Poussan et Mèze ;
- deux allers entre Mèze et Béziers en semaine ;
- un aller entre Mèze et Béziers le dimanche ;
- un aller entre Montpellier et Mèze ;
- deux retours entre Béziers et Mèze ;
- deux retours entre Mèze et Montpellier ;
- un aller et retour entre Poussan et Montbazin-Gigean[34].

Le temps de parcours pour le train le plus lent est descendu à 3 h 10, il permet d'apprécier l'effort réalisé par la compagnie pour améliorer son service.
25 mai 1940 - La plaque tournante de Montagnac, d'un diamètre de 6,20 mètres et d'un poids de 20 tonnes environ, utilisée pour tourner les 050T Borsig série H-501 à 503, est vendue au réseau de la Gironde.
Juin 1944 - Sète est bombardée par l'aviation alliée qui vise les trains militaires allemands. Les voies de la ligne Bordeaux - Marseille sont interceptées et les convois ne peuvent plus circuler entre les gares de Montpellier-SNCF et Béziers-Midi. Des trains spéciaux sont alors mis en marche par l'Intérêt local entre Montpellier-Chaptal et Béziers-Nord afin d'assurer le transport des voyageurs de la SNCF entre les deux villes. À cette occasion le concours de quatre compagnies de transport ferroviaire est sollicité :
- la SNCF ;
- la Compagnie des Chemins de fer de l'Hérault ;
- la Compagnie des tramways électriques de Montpellier qui assurent la correspondance entre les gares de Montpellier-SNCF et Montpellier-Chaptal ;
- la Compagnie des tramways électriques de Béziers qui assurent la correspondance entre les gares de Béziers-Midi et Béziers-Nord.

Août 1944 - Le service des voyageurs est réduit à un seul aller et retour quotidien et le service des marchandises à un seul aller et retour quotidien entre Montpellier et Mèze. Le service des voyageurs ne comporte que deux aller et retour les mardi, jeudi et vendredi entre Montpellier et Béziers. Des trains de marchandises prenant des voyageurs dans la limite des places disponibles circulent certains jours de Montpellier à Mèze et de Béziers à Mèze. Les voyageurs sont priés de se renseigner dans les gares pour connaître les horaires de ces trains.

#### 24 août 1947: l'accident du Pont-des-Salins
Si l'on ne déplore que peu d'accidents sur le réseau de l'Hérault, il en est un dont les conséquences mettent en cause la pérennité de son exploitation. Au-delà des 4 morts et des 25 blessés et au-delà des locomotives, voitures et fourgons détruits, c'est la crédibilité des hommes et du matériel qui est fortement remise en question.

##### Les faits
Dimanche 24 août 1947 sur la ligne de Béziers à Montpellier, les deux derniers trains de la journée quittent leur gare respective à l'heure. Le croisement réglementairement est prévu à Font-Mars. Au départ de Montpellier-Chaptal, le 257 est assuré par la 040T Schneider D-64 non freinée à l'air suivie d'un tombereau de boulets de charbon de 21 tonnes, de quatre voitures et d'un fourgon. Au départ de Béziers-Nord, le 258 est assuré par la 040T Schneider D-70 munie du frein Westinghouse qui ne remorque que deux voitures et un fourgon. C'est donc le train le plus léger qui dispose du freinage le plus performant. Malgré sa faible charge, il accuse un léger retard à l'approche de Font-Mars.
Concernant le croisement, le règlement d'exploitation prévoit :
- l'arrêt obligatoire du premier train qui arrive à Font-Mars ;
- l'obligation pour le chef de train de signaler par téléphone, à Mèze ou à Montagnac en fonction du sens de circulation, la présence de son convoi afin d'obtenir l'autorisation, ou pas, de repartir de Font-Mars[46] pour le croisement sur place ou dans une autre gare ;
- la tolérance, pour le train en retard, de ne pas marquer l'arrêt à Font-Mars puisque le croisement se fait plus tôt dans une autre gare[48].

À Font-Mars, le chef de train du 258 présume un probable retard du train le plus lourd en provenance de Montpellier. Ne respectant pas le règlement d'exploitation, il néglige de s'informer auprès de la gare de Mèze de la réalité de la situation et ordonne au mécanicien de la D-70 de repartir immédiatement. Celui-ci n'est pas d'accord, il objecte, mais le chef de train a donné un ordre, il l'exécute. Le 258 repart donc aussitôt vers Mèze. Conscient du risque, le mécanicien redouble de vigilance et scrute la voie en permanence afin d'apercevoir, le plus tôt possible, une éventuelle apparition d'un train en face.
À Mèze, le 257 est à l'heure et tout le monde est tranquille : Montagnac a signalé un léger retard du 258 et comme aucun appel n'est encore parvenu de Font-Mars c'est que le croisement se fera comme prévu. Le départ est donné. Le lourd convoi profite de la descente qui suit la gare de Mèze avant le Pont-des-Salins pour prendre l'élan nécessaire au franchissement des 800 mètres de la rampe de 25 mm/m qui précède Font-Mars. La D-64 donne toute sa puissance, le train aborde la courbe à droite à la vitesse de 60 km/h, on est serein en cabine, la rampe sera avalée sans difficulté.
Le 258 descend rapidement en roue libre la pente de 25 mm/m qui suit Font-Mars. Une certaine tension règne à bord de la D-70, cette histoire de départ sans autorisation agace. Penché à l'extérieur, le mécanicien observe toujours la voie avec attention. Le train va aborder la courbe à gauche et il faut redonner de la puissance pour franchir la rampe qui précède la gare de Mèze juste après le Pont-des-Salins. Le chauffeur ouvre la porte du foyer et enfourne deux pelletées de charbon tandis que le mécanicien rentre pour ouvrir le régulateur. Il est à droite dans sa cabine quand le train entre à la vitesse de 60 km/h dans la courbe à gauche, c'est-à-dire qu'il est à l'extérieur de la courbe et ne peut plus voir la voie.
En situation opposée, le mécanicien de la D-64, à droite dans sa cabine, est à l'intérieur de la courbe, il a toute visibilité sur la voie. Stupéfait, il découvre le train en face qui vient sur lui à toute allure. Il bat aussitôt contre-vapeur et le chauffeur serre le frein à vis. En face, ce n'est qu'après la courbe et le Pont-des-Salins, sur le commencement de la ligne droite, que le mécanicien voit le train tant redouté. Il serre aussitôt le Westinghouse. Les deux trains se télescopent à la vitesse d'un peu moins de 60 km/h chacun. Le choc est d'une telle violence que le train le plus lourd repousse le plus léger de 25 mètres en arrière. Le 258 en provenance de Béziers s'immobilise sur le Pont-des-Salins franchi deux secondes auparavant, fourgon et voitures encastrées les uns dans les autres. Le bilan humain est lourd : 4 morts, dont le mécanicien de la D-64, et 25 blessés. Le bilan matériel l'est aussi : 2 locomotives, 6 voitures et 2 fourgons détruits ou très endommagés. Seul le tombereau de boulets ne subit pas de gros dommages.

##### Les responsabilités
Après enquête, l’affaire est portée devant la justice : « le chef de train reconnut la responsabilité de sa malheureuse initiative, doublée d’une infraction au règlement concernant le croisement des trains et le lieu où il devait se faire » 

##### Les conséquences
Ce dramatique accident déclenche une féroce campagne de dénigrement contre la Compagnie de l’Hérault et la presse locale pointe la vétusté des machines et des voitures voyageurs, l’archaïsme des règles d’exploitation et l’irresponsabilité des cheminots. Elle va jusqu'à suggérer aux voyageurs potentiels de changer de mode de transport afin de ne pas mettre leur vie en danger. Bien entendu ce conseil n'est pas suivi par le grand public, tout particulièrement sur la ligne de Montpellier à Palavas, mais inconsciemment le doute s'installe. « Le retour à la paix, la renaissance plus virulente des transports routiers et, par-dessus tout, l’ingratitude des hommes furent fatales à l’Intérêt local. Il faut bien reconnaître qu’il était sorti vieilli et bien fatigué. Une lente agonie commença avec le démembrement du réseau, agonie par ailleurs entretenue par des articles d’une presse locale favorable à la route. L’adoption de la traction à moteurs thermiques, elle-même, s’avéra incapable de sauver l’Intérêt local. » 
Janvier 1953 - Le service des voyageurs est supprimé sur la ligne de Montpellier à Béziers.
L’exploitation des marchandises cesse sur le tronçon Celleneuve – Lavérune – Pignan-Murviel – Cournonterral-Coulazou – Montbazin (IL). Entre Montpellier et Béziers, les trains de marchandises empruntent à nouveau l’itinéraire initial par les Prés-d’Arènes et Montbazin-Gigean.
1960 - La desserte de Mèze pour les marchandises se fait depuis Montpellier en utilisant l'itinéraire :
- Chaptal - Arènes par les voies de l'Hérault ;
- Arènes -Montbazin-Gigean par les voies de la SNCF ;
- Poussan - Mèze par les voies de l'Hérault. Un itinéraire moins long est étudié.

1961 - Février 1961, fin de l'exploitation des sections Mèze - Montagnac et Celleneuve - Montbazin (IL) de la ligne de Montpellier à Béziers. Les trains pour Mèze empruntent les voies de le SNCF (ex Midi) entre Montpellier-Arènes et Montbazin-Gigean.
Juin 1963 - Fin de l'exploitation de la section Montbazin (IL) - Balaruc (IL) et ouverture du raccordement de Balaruc.

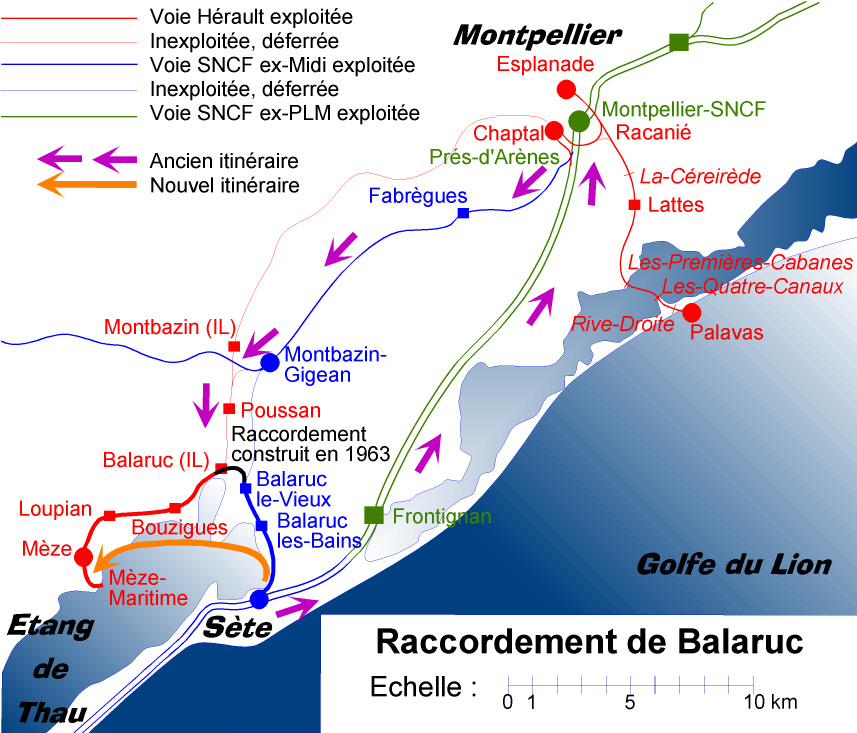
Afin d'améliorer l'acheminement vers Sète de la bauxite extraite à Loupian, le département fait construire, en 1963, un raccordement qui raccourcit considérablement la distance ferroviaire entre Sète et Mèze.

 Cette nouvelle voie de 1,5 km relie l’ancienne ligne Midi de Sète à Montbazin-Gigean à la section Balaruc (IL) – Bouzigues de l’Intérêt local. Elle permet le transport direct des marchandises entre Sète et le chantier de bauxite de Bouzigues, la gare de Mèze et les quais de Mèze-Maritime. Ce nouveau tracé raccourcit considérablement le trajet Sète – Mèze :
- par rapport à l'hypothétique itinéraire, partiellement détruit pendant la seconde guerre mondiale, via Balaruc-les-Bains, Balaruc-le-Vieux, Montbazin-Gigean, Poussan, Balaruc (IL) et Bouzigues ;
- par rapport à l'itinéraire via Frontignan, Montpellier, Fabrègues, Montbazin-Gigean, Poussan, Balaruc (IL) et Bouzigues exploité respectivement par la SNCF et par l'Intérêt local.

À la suite d'un accord de transfert d'exploitation, le trafic du nouvel itinéraire est géré par la SNCF. Cette disposition met fin à l'exploitation de la ligne de Montpellier à Béziers.
L'armement de la nouvelle ligne est divers et hétéroclite. Les BB 63000 tractent des trains de bauxite dont chaque wagon à bogies pèse 80 tonnes en charge. Ils circulent tour à tour sur des rails de la SNCF, de la Compagnie du Midi, de récupération (sur le nouveau raccordement) et enfin de l'Intérêt local. La ligne ne sera exploitée que pendant une trentaine d'années.
Juillet 1964 - Dépose de la voie entre Montbazin (IL) et Balaruc (IL) de l'ancienne ligne de Montpellier à Béziers.

### Ligne de Béziers à Saint-Chinian
8 novembre 1877 - La ligne de Béziers-Nord à Saint-Chinian est ouverte à tout trafic.
Juin 1913 - Le service des voyageurs comporte quatre aller et retour quotidiens entre Béziers et Saint-Chinian et un entre Béziers et Cessenon.
Mars 1922 - Le service des voyageurs comporte :
- trois aller et retour quotidiens entre Béziers et Saint-Chinian ;
- un aller et retour entre Béziers et Cazouls ;
- un aller entre Maureilhan et Cessenon ;
- un retour entre Cessenon et Béziers[34].

Juillet 1928 - Service des voyageurs :
- trois aller et retour sur l’ensemble du parcours Béziers – Saint-Chinian ;
- deux aller et retour entre Béziers et Cazouls ;
- un aller et retour entre Maureilhan et Saint-Chinian. Les trains mettent entre 1h20 et 1h30 pour relier Béziers et Saint-Chinian[35].

Juillet 1932 - Service des voyageurs :
- quatre aller et retour quotidiens entre Béziers et Saint-Chinian ;
- un aller et retour entre Béziers et Cazouls ;
- un aller et retour entre Cazouls et Cessenon[34].

Janvier 1954 - Fin du service des voyageurs sur l'ensemble de la ligne de Béziers à Saint-Chinian.
31 octobre 1968 - Fin de l'exploitation de la section Cazouls - Saint-Chinian de la ligne de Béziers à Saint-Chinian et fin de l'exploitation de la ligne de Montpellier à Palavas. L'exploitation du fret se poursuit de nos jours sur la section Maureilhan - Cazouls-les-Béziers.

### Ligne de Montpellier à Rabieux
Juillet 1894 - Le service des voyageurs comporte trois aller et retour quotidiens entre Montpellier et Gignac (la section Gignac – Rabieux n’est pas encore ouverte).
25 mars 1896 - Ouverture de la ligne de Montpellier à Rabieux. Le choix pour terminus de ce lieu-dit, à la population très réduite, peut paraître étrange si l’on ne connaît pas la rivalité qui existe entre Clermont-l'Hérault et Lodève. Les deux villes étant reliées directement à Béziers par la ligne du Midi Lodève - Clermont-l’Hérault – Paulhan – Vias, il s’agit d’établir une liaison ferroviaire directe entre, soit Clermont-l’Hérault, soit Lodève, et Montpellier. Ne voulant froisser aucune des deux cités, c’est une solution médiane qui est adoptée et qui ne satisfait personne :
- les clermontais empruntent les trains du Midi et changent à Paulhan pour Montpellier-PLM ou à Rabieux pour prendre l’Intérêt local jusqu’à Montpellier-Chaptal ;
- les lodévois empruntent un train du Midi et changent à Paulhan pour Montpellier-PLM ou à Rabieux pour Montpellier-Chaptal avec l’Intérêt local.

Finalement, un pis-aller est mis en place ultérieurement autorisant les trains de la Compagnie de l’Hérault à emprunter les voies de la Compagnie du Midi de Rabieux à Lodève. Les Lodévois bénéficient alors d’une liaison directe avec Montpellier.
Juin 1913 - Le service des voyageurs comporte quatre aller et retour quotidiens entre Montpellier et Rabieux et deux aller et retour quotidiens entre Aniane et Rabieux où les correspondances pour Lodève, Clermont-l’Hérault et Paulhan sont assurées.
Mars 1922 - Le service des voyageurs comporte trois aller et retour quotidiens.
Juillet 1928 - Le service des voyageurs comporte trois aller et retour quotidiens. Le train le plus rapide effectue le trajet en deux heures, et le plus lent en deux heures dix minutes.
Juillet 1932 - Le service des voyageurs comporte :
- quatre aller et retour quotidiens entre Montpellier et Rabieux ;
- un aller et retour quotidien entre Aniane et Rabieux[34].

Août 1944 - Le service des voyageurs est réduit à un seul aller et retour les mardis, jeudis et samedis entre Montpellier et Rabieux et un seul aller et retour les lundis, mercredis, vendredis et dimanches pour les marchandises. Les trains de marchandises prennent des voyageurs dans la limite des places disponibles.
Septembre 1944 - Le service de voyageurs passe à un aller et retour quotidien. Les trains ont leur terminus à Rabieux et ne poursuivent pas jusqu’à Lodève.
1949 - Le service des voyageurs est supprimé sur la ligne de Montpellier à Rabieux et Lodève.
Janvier 1963 - Fin de l'exploitation des marchandises sur la section Ceyras-Saint-Félix de la ligne de Montpellier à Rabieux désormais fermée à tout trafic.

### Ligne de Mèze à Agde
Août 1897 - La ligne Mèze – Agde est ouverte à tout trafic. Elle est en tronc commun de Mèze à Font-Mars avec la ligne Montpellier - Béziers.
Juin 1913 - Le service des voyageurs comporte quatre aller et retour quotidiens entre Mèze et Agde et un aller et retour quotidien entre Marseillan et Agde.
Mars 1922 - Le service des voyageurs comporte :
- deux aller et retour quotidiens entre Mèze et Agde ;
- deux aller et retour quotidiens entre Marseillan et Agde ;
- un aller quotidien entre Mèze et Marseillan[34].

Juillet 1928 - Le service des voyageurs comporte :
- deux aller et retour sur l’ensemble du parcours Mèze – Agde ;
- un aller et retour entre Marseillan et Agde ;
- un aller et retour entre Font-Mars et Marseillan. Les trains mettent entre 1h10 et 2 heures pour relier Mèze et Agde[35].

Juillet 1932 - Le service des voyageurs comporte :
- deux aller et retour quotidiens entre Mèze et Agde ;
- deux aller et retour quotidiens entre Marseillan et Agde ;
- un aller quotidien entre Mèze et Marseillan[34].

3 juin 1940 - Fin du service des voyageurs.
Mars 1952 - Fin de l'exploitation des marchandises, la ligne de Mèze à Agde désormais fermée à tout trafic.

### Ligne de Maureilhan à Colombiers
1913 - La dernière ligne du réseau est mise en service à tous trafics. Elle joint la ligne « Hérault » de Béziers à Saint-Chinian à la grande ligne « Midi » de Bordeaux à Sète. Cette liaison est importante pour l'exploitation car elle raccourcit considérablement la distance entre les gares de Béziers-Nord et Béziers-Midi. Pour transiter de la gare du Midi à la gare du Nord, tout wagon était contraint jusqu'alors d'emprunter l'un des itinéraires suivants :
- soit Béziers-Midi, Sète-Midi, Montbazin-Gigean sur les voies du Midi puis Poussan, Mèze, Pézenas IL et Béziers-Nord sur les voies de l'Hérault ;
- soit Béziers-Midi, Vias, Pézenas-Midi, Paulhan, Montbazin-Gigean sur les voies du Midi puis Poussan, Mèze, Pézenas IL et Béziers-Nord sur les voies de l'Hérault.

Idem dans l'autre sens. La distance est ramenée à 31 km, contre 129 ou 141 km selon l'itinéraire emprunté !
| Itinéraire                            | Principales gares de passage | Distance | Différentiel |
| ------------------------------------- | --- | -------- | ------------ |
| À vol d'oiseau 2 km                   | |          |              |
| Via Maureilhan et Colombiers          | Voies Hérault : Maraussan, Maureilhan (rebroussement) et Colombiers, Voies Midi : Colombiers et Béziers-Midi.                                                   | 31 km    | 0 km         |
| Via Montbazin-Gigean et Sète          | Voies Hérault : Pézenas-Nord, Mèze, raccordement de Poussan ; Voies Midi : Montbazin-Gigean (rebroussement), Balaruc-le-Vieux, Sète-Midi, Agde et Béziers-Midi. | 129 km   | 98 km        |
| Via Montbazin-Gigean, Paulhan et Vias | Voies Hérault : Pézenas-Nord, Mèze, raccordement de Poussan ; Voies Midi : Montbazin-Gigean (rebroussement), Paulhan, Pézenas-Midi, Vias et Béziers-Midi.       | 141 km   | 110 km       |

Mars 1922 - Le service des voyageurs comporte un aller et retour quotidien.
Juillet 1928 - Le service des voyageurs comporte un aller et retour avec correspondance à Maureilhan avec les trains en direction ou en provenance de Béziers, Cazouls, Cessenon et Saint-Chinian. Le parcours Maureilhan – Colombiers se fait en 8 minutes.
Juillet 1932 - Le service des voyageurs comporte deux aller et retour quotidiens.
Mai 1935 - Fermeture au service des voyageurs. L'exploitation du fret persiste de nos jours.

### Embranchements de Montpellier
« Un train de marchandises journalier, le chiffonnier avait un capricieux itinéraire. Il montait le matin du triage d’Arènes, se rendait à Chaptal, y laissait des wagons et en reprenait d’autres. Au terme de sa navette, il s’ébranlait pour Racanié et tout le long de la route, aux Ateliers Méridionaux, aux Wagons-foudres Pujas, à ceux de Mitjaville, à la Compagnie industrielle du Midi, au Gaulois et à l’usine à gaz de Montpellier, le « chiffonnier » se libérait d’un ou plusieurs de ses wagons et en collectait d’autres. Sur les voies de garage et des embranchements particuliers, les tombereaux et les couverts, les plats chargés de poutrelles, les foudres en bois et les citernes en acier s’échangeaient aux arrêts rencontrés sur ces trois pauvres kilomètres. En fin de matinée ou en début d’après-midi, le convoi regagnait Chaptal et la « 60 » , changeant une dernière fois de bout, descendait à Arènes le résultat ultime de toutes ses manœuvres. Puis, elle revenait en machine isolée. » 
|  | À Chaptal avec la 040T D-78 dans les années 1960 Le chiffonnier vient d'arriver du triage d'Arènes, depuis le fond de la photo, après avoir franchi le pont de la route de Toulouse — actuelle place du 8 mai 1945 — avec les wagons destinés aux embranchés de l'Intérêt local. Les cheminots de l'« Hérault » s'apprêtent à dételer la machine pour la changer de bout. Après rebroussement, il repartira sur la même voie, repassera sur le pont puis bifurquera vers Racanié où il exécutera des va-et-vient incessants pour distribuer et récupérer ses wagons. Quelques heures après il reviendra ici, exécutera les manœuvres symétriques pour amener les wagons au triage d'Arènes et enfin la 040T D-78 rentrera seule au dépôt. Elle, ou l'une de ses sœurs, exécutera cette chorégraphie le lendemain. À droite de la machine, le réservoir de 100 m de Chaptal. |
|  | À Chaptal avec la 040T D-70 dans les années 1950 Bien que les citernes en acier remplacent les foudres en bois, la rame de sept wagons-citernes Pujas et Mitjaville conserve une certaine allure. En queue de train le fourgon « Hérault » réglementaire. Complètement à gauche, on aperçoit une voiture Afx et le toit des ateliers de Chaptal. |
|  | Sur le raccordement Chaptal - Arènes avec la 040T D-78 dans les années 1950 Le « chiffonnier », un seul wagon ce jour-là, circule sur la voie en provenance de Racanié. À droite, la voie en direction d'Arènes avec l'embranchement des wagons Mitjaville. |
|  | Sur le raccordement Chaptal - Arènes avec la 040T D-79 dans les années 1950 La D-79 et ses quatre wagons SNCF bien chargés circulent depuis Chaptal sur la voie en direction de Racanié. À droite, la voie en direction d'Arènes. |
|  | À Racanié dans les années 1960 avec la 040T D-79 (à droite sur la photo) La 040T D-80, à gauche sur la photo, vient de se ravitailler en eau et en charbon et va s'atteler à une rame voyageurs. Ce train vide montera en marche arrière à la gare de l'Esplanade par la voie en léger remblai à l'extrême droite de la photo pour assurer le départ à 12h07 de Montpellier. Il redescendra ensuite, en marche avant et avec ses voyageurs, par la même voie en direction de Palavas qu'il atteindra à 12h30. Le chiffonnier qui utilise les mêmes voies est garé en attente. Il reprendra son cheminement tout de suite après le passage du train de 12h07 pour Palavas. Au premier plan, la chaussée du passage à niveau du boulevard d'Orient (appelé aussi passage à niveau de la rue des Huitres). Au même endroit aujourd'hui, perpendiculaires à la direction des rails de type « Vignole » de l'Intérêt local, sont posés les rails à gorge de la ligne no 4 des tramways de Montpellier. Le bâtiment au centre de la photo est la remise du premier dépôt du train de Palavas ; elle date de 1872. |

### Prestations pour le compte de la SNCF
Un accord est signé avec la SNCF pour que les machines de l'Hérault effectuent les manœuvres en gares de Montpellier-Arènes, Montpellier-Rondelet, Béziers-Capiscol et Sète.
1947–1966 - Les machines de l’Intérêt local assurent des prestations quotidiennes (sauf les dimanches et jours fériés) pour le compte de la SNCF :
- manœuvres aux triages de Montpellier-Arènes, Montpellier-Rondelet, Béziers-Capiscol, Sète-Midi et Sète-Méditerranée ;
- services en ligne pour les marchandises entre Colombiers et Quarante-Cruzy et entre Montpellier et Saint-Geniès-des-Mourgues (ligne de Montpellier à Sommières).

Au fil des ans et en fonction du tonnage remorqué, la traction est assurée par les locomotives à vapeur 040T Schneider D-61 à 82, 050T Borsig H-501 et 502 et les locomotives Diesel-électriques BB Coferna DE-1 à 6, acquises en 1950.
|  | La 040T Schneider D-78 en provenance de Saint-Geniès-des-Mourgues et Vendargues sur la ligne de Sommières vue en gare de Montpellier-SNCF dans les années 1960. |

1952 - Un indicateur-enregistreur de vitesse, du type Midi système Hausshaelter, est monté sur les locomotives 040T Schneider D-63, D-70 et D-73 qui sont appelées à manœuvrer à Montpellier-SNCF et à circuler en service de route sur la ligne de Montpellier à Sommières jusqu'à Saint-Geniès-des-Mourgues.
L'effectif des locomotives 040T Schneider série D-61 à 82 comporte encore 13 machines, celui des voitures est de cinquante exemplaires réparties ainsi :
- 22 Bf anciennes à toit plat[41] ;
- 18 Cfx modernes à toit bombé[41],[42] ;
- 5 Afx modernes à toit bombé[42] ;
- 1 mixte BDf ancienne à toit plat ;
- 3 fourgons Df anciens à toit plat ;
- 1 remorque-pilote d'autorail De Dion-Bouton ZR-101.

|  | La remise du dépôt Chaptal, les ateliers sont situés juste derrière. Sous la remise : la 040T D-80, la DE-2 et la 040T D-81. À l'extérieur : les 040T D-73 et 70. |

Au 31 décembre 1957, quatre-vingt-dix kilomètres de lignes sont exploités :
- la ligne de Montpellier à Palavas pour les voyageurs ;
- la ligne de Béziers à Saint-Chinian pour les marchandises ;
- les sections Chaptal - Celleneuve, Montbazin (IL) - Montagnac et Mèze - Mèze-Maritime de la ligne de Montpellier à Béziers pour les marchandises ;
- la section Ceyras-Saint-Félix - Rabieux de la ligne de Montpellier à Rabieux pour les marchandises.

La ligne de Maureilhan à Colombiers n'est pas exploitée comme telle mais elle est empruntée quotidiennement :
- par les convois de marchandises en correspondance avec la SNCF à Colombiers ;
- par les machines gérées par le dépôt de Béziers-Nord qui assurent, pour le compte de la SNCF, le service en ligne de Colombiers à Quarante-Cruzy, et les manœuvres à Béziers-Capiscol et Sète ;
- par les machines qui transitent entre les dépôts de Béziers-Nord et Montpellier-Chaptal via les voies de la SNCF.

L'exploitation de la vapeur est définitivement arrêtée à la fin de l'été 1961. Les machines en état de marche sont garées froides aux dépôts de Montpellier-Chaptal et Béziers-Nord.
|  | De la vapeur au diesel-électrique, dessin des trois principaux types de machines « Hérault ». La différence de gabarit et la différence de puissance de chaque engin sont proportionnelles. |

Les BB diesel-électrique Coferna série DE-1 à 6 assurent la totalité des services sur l'Intérêt local ainsi que les prestations pour la compte de la SNCF :
- le triage à Montpellier, à Béziers et à Sète ;
- le service des marchandises sur la ligne de Colombiers à Quarante-Cruzy et sur le tronçon Montpellier - Saint-Geniès-des-Mourgues de la ligne de Montpellier à Alès par Sommières, Quissac, Lézan et Le-Mas-des-Gardies.

Juillet 1961 - La locomotive 040T Schneider D-63 est mise à la ferraille. Avec 1 677 003 km, elle détient le record de distance de toutes les locomotives de l'Hérault.

### La fermeture du réseau
1939 - « Les vingt années qui suivirent la fin de la grande guerre virent le développement des transports routiers qui causèrent un tel préjudice aux réseaux secondaires qu’un bon nombre d’entre eux furent déclassés et disparurent. À l’exception de Montpellier - Palavas, les autres lignes de l’Intérêt local firent l’objet d’un décret de déclassement en date du 16 novembre 1939, alors même que la France était de nouveau en état de guerre. Paradoxalement, ces nouvelles hostilités, qui causèrent d’incalculables désastres, assurèrent la survie de l’Intérêt local puisqu’une loi du 4 mars 1942 vint suspendre la mise à exécution du déclassement. L’intérêt local traversa cette seconde guerre sans autres difficultés que celles communes à l’ensemble du pays : main-d’œuvre et matières premières rares rendant difficile l’entretien du matériel et des voies et, contrairement aux locomotives de la SNCF, les machines « Hérault » conservèrent toutes leurs plaques. »
31 octobre 1968 - Les deux services encore en exploitation sont supprimés :
- les voyageurs sur la ligne de Montpellier à Palavas ;
- les marchandises sur le tronçon Cazouls-les-Béziers – Saint-Chinian de la ligne de Béziers à Saint-Chinian.

Le réseau de l'Hérault est fermé, le train de Palavas n'existe plus.

## L’exploitation de 1968 à nos jours
1968

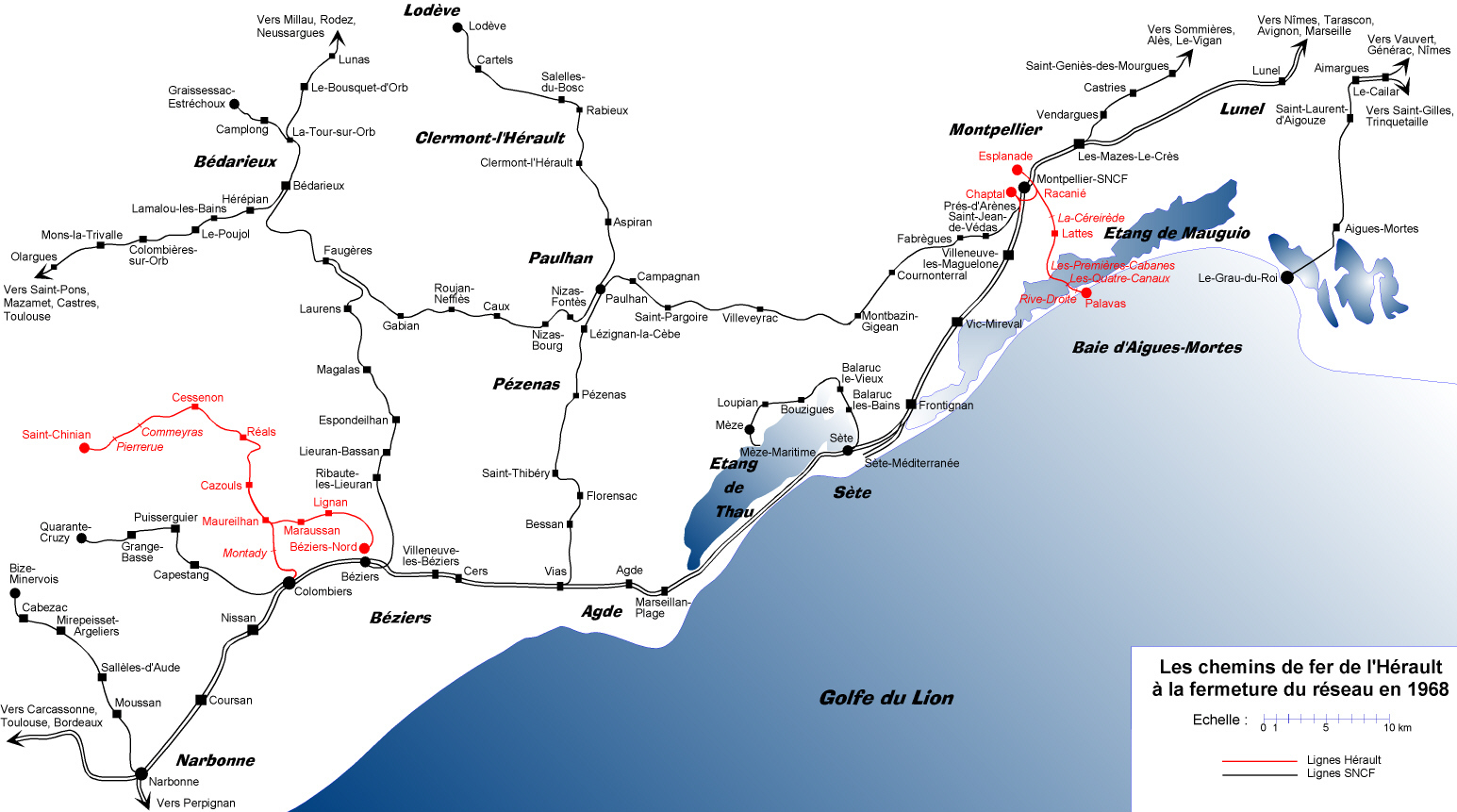
Les Chemins de fer de l'Hérault à la fermeture du réseau en 1968

À la fermeture du réseau, les infrastructures, les installations et les matériels roulants qui sont en place sont nombreux et, pour la plupart, en bon état de fonctionnement :
- la ligne de Montpellier à Palavas, ses gares et ses installations ;
- la ligne de Sète à Mèze par Balaruc-le-Vieux ;
- la ligne de Béziers à Saint-Chinian ;
- la ligne de Maureilhan à Colombiers ;
- le raccordement de Chaptal à Racanié et à Montpellier-Prés-d'Arènes ;
- les installations de Montpellier-Chaptal et le matériel roulant garé et remisé ;
- les installations de Béziers-Nord et le matériel roulant remisé. Les compétences et la bonne volonté restent présentes ; l'exploitation ferroviaire de tout ce patrimoine peut-elle reprendre ?

Ligne de Montpellier à Palavas
Initié par des fervents bénévoles, un projet de mise en circulation d'un train touristique PLM, Palavas - Lattes - Montpellier, se heurte à l'opposition de la municipalité de Montpellier et au peu d'enthousiasme de celle de Palavas. Après maintes réunions, annonces et faux espoirs il est finalement abandonné.
À la fin des années 1960, au début des années 1970, l'ancienne gare ferroviaire[Laquelle ?] devient gare routière. Le bâtiment des voyageurs conserve son activité mais au service de la route. Les autobus s'installent sur l'emplacement des voies recouvertes d'une couche de goudron. L'illusion ferroviaire est maintenue un certain temps par la présence, sur l'une des anciennes voies de garage, d'un court convoi immobile composé de la 040T Schneider D-70 attelée à trois voitures modernes à toit bombé ex 1re classe : Afx-11, Afx-12 et Afx-13.
|  | Le bâtiment et les emprises de la gare de Palavas dans les années 1970 : afin d'éviter toute spéculation immobilière, le statut du site évolue de gare ferroviaire à celui de gare routière. |

Ligne de Sète à Mèze
La SNCF poursuit l'exploitation ferroviaire entre Sète et Bouzigues où le trafic des bauxites est important. Le tronçon Bouzigues Mèze est rapidement déferré. Seuls, vont subsister quelques dizaines de mètres de voie du raccordement Mèze - Mèze-Maritime jusqu'aux années 2000. Il s'agit de l'avant-dernier acte de l'histoire de la ligne de Sète à Montbazin-Gigean :
- En 1887, la Compagnie du Midi ouvre la ligne de Sète à Montbazin-Gigean ;
- En 1963, la SNCF crée, en partenariat avec le département de l'Hérault, la ligne de Sète à Mèze qui utilise une partie des voies de l'ancienne Compagnie du Midi, une partie des voies de la Compagnie de l'Hérault et la voie nouvelle du raccordement construit, aux frais du conseil général, entre Balaruc-le-Vieux (ex-Midi) et Balaruc (IL). Le tronçon Balaruc-le-Vieux - Montbazin-Gigean est déferré ;
- En 1968, la SNCF réduit la ligne au trajet de Sète à Bouzigues. Le tronçon Bouzigues - Mèze est déferré ;
- Dans le courant des années 1990, la SNCF cesse l'exploitation. La ligne est déclassée par RFF et déferrée.

Ligne de Béziers à Saint-Chinian
L'activité ferroviaire est maintenue sur le tronçon Maureilhan - Cazouls-les-Béziers qui est fusionné à la ligne de Maureilhan à Colombiers pour constituer la nouvelle ligne de Colombiers à Cazouls-les-Béziers.
Ligne de Maureilhan à Colombiers
L'activité ferroviaire y est maintenue. Sa fusion avec le tronçon Maureilhan - Cazouls-les-Béziers constitue la nouvelle ligne de Colombiers à Cazouls-les-Béziers.
Raccordement de Montpellier, installations de Montpellier-Chaptal, installations de Béziers-Nord
Toutes les emprises sont récupérées par les municipalités de Montpellier et de Béziers pour y construire des bâtiments administratifs et aménager des voies urbaines.
Nouvelle ligne de Colombiers à Cazouls-les-Béziers
Dès la fermeture du réseau, la SNCF y reprend l’exploitation des marchandises. La présence, à Cazouls, d'un atelier de réparation de wagons-citernes de grande capacité et l'importance du trafic des bauxites justifient cette décision.
Locomotives
En novembre 1968 les six locomotives BB Coferna DE-1 à 6 rejoignent Gray par leurs propres moyens, en deux trains de trois machines pilotés par le Chef de dépôt de Chaptal accompagné d’un agent de la SNCF, où elles assurent le service des voyageurs et, jusqu'aux années 1990, le service des marchandises sur l'étoile de Gray du réseau CFTA de Franche-Comté. Dans le début des années 1980, jusqu’au 13 février 1982, les DE-5 et 6 sont louées par la société Ruvenhorst et Humbert adjudicataire de la construction du barrage de Michelbach sur la Doller, dans le Haut-Rhin. Les travaux nécessitent le transport de 1 300 000 tonnes de matériaux par l’ancienne voie SNCF de Cernay à Sentheim déclassée en 1973 et exploitée par le chemin de fer touristique du Train Thur Doller Alsace. On notera qu’à cette occasion, elles circulent sur la même voie que les voitures Bf anciennes à toit plat transférées sur le train de la Doller à la fermeture du réseau de l’Hérault… après les avoir remorquées pendant dix-huit ans sur la ligne de Montpellier à Palavas !
Il est décidé de conserver trois locomotives 040T Schneider, la D-69, la D-70 et la D-81 ; il est même envisagé de les remettre en état de marche. Seule la 69, remisée au dépôt de Béziers-Nord, est régulièrement entretenue et donc susceptible d'être remise sans problème sous pression. La 70 et la 81 sont garées à l'extérieur avec d'autres 040T série D, sans entretien depuis 1959, sur les voies désaffectées de Montpellier-Chaptal. Mais ces projets de se réalisent pas : la 69, très endommagée dans l'incendie volontaire du dépôt de Béziers-Nord en 1969, est démolie en 1973 et les 70 et 81 ne sont restaurées que partiellement, en état de présentation extérieure correcte et exposées à Palavas et à Montpellier. À ce jour, aucune locomotive à vapeur de l'Hérault n'a bénéficié d'une restauration complète permettant une remise en marche.
Durant la période d'agonie sur les voies de Chaptal, il arrive qu'exceptionnellement et pour les besoins de tournages de films, l'une d'elles soit montrée active en état de présentation correct. Le subterfuge suivant est alors utilisé. On choisit la machine la moins dégradée, on masque à la peinture noire les traces trop visibles de rouille et on y monte les plaques et accessoires divers en état correct, cannibalisés sur une autre machine. Un diesel Coferna attelle une rame de voitures Bf ou Cfx à la machine afin de constituer un train à vapeur de voyageurs. Le diesel se place ensuite en queue de rame et pousse l'ensemble, la caméra est manipulée de telle sorte que le diesel reste toujours hors champ. Pour parfaire le tout et donner l'illusion d'une machine sous pression, on fait brûler des vieux pneumatiques dans la boîte à fumée : effet garanti. À l'écran, ce qui se dégage de la cheminée semble être effectivement la fumée bien noire des locomotives en plein effort. Quant au son, la postsynchronisation plaque sur les images le bruit de l'échappement d'une machine à simple expansion. Même si le spécialiste est gêné parce que l'image de la fumée dégagée n'est pas rythmée avec les coups d'échappement entendus, le commun des mortels n'y voit que du feu.
|  | Les 040T Schneider D-70 et D-81 garées froides au dépôt Chaptal un dimanche de l'été 1967. À gauche : au premier plan, les voies de garage des rames sont vides car le service des voyageurs est assuré, les dimanches et fêtes, par trois rames constituées chacune de neuf voitures et d'un fourgon. Au fond, on aperçoit un autorail De Dion-Bouton de la série M. À droite : au premier plan, les vestiges de la voie en fosse du chariot transbordeur à wagons, perpendiculaire à la voie de garage. Au second plan les ateliers de Montpellier-Chaptal et au fond un autorail De Dion-Bouton de la série M. |

Autorails
Les autorails De Dion-Bouton M-101 à 103 rejoignent Gray à leur tour.
Voitures de voyageurs
Les voitures Bf, dites anciennes à toit plat, numérotées 103, 104, 105 et 108 rejoignent le Train Thur Doller Alsace. Les Cfx modernes à toit bombé numérotées 222 et 225 et Bf anciennes à toit plat numérotées 106 et 115 rejoignent le train touristique de Guîtres à Marcenais dans la Gironde, et les Cfx-219, 220, 227, 228, 229 et 230 rejoignent la ligne Sabres – Marquèze, dans les Landes. À la cessation de cette dernière exploitation, elles sont récupérées par l’Ecomusée de la Grande Lande à Marquèze. D’autres voitures Cfx rejoignent le Chemin de fer touristique des Alpilles entre Arles et Fontvieille ; à la cessation de cette exploitation, elles sont garées en mauvais état à Saint-Jean-du-Gard sur le train à vapeur des Cévennes. La voiture Cfx-218 moderne à toit bombé est conservée à Montpellier et la voiture Afx-11 ex 1re classe à Palavas.
|  | Dessin de la voiture Bf-105 dite ancienne à toit plat, construite en 1894 et toujours en service sur le Train Thur Doller Alsace entre Saint-André et Sentheim. Elle est classée monument historique. | Les voitures Bf No 101 - 106 et 115, en service sur le Train touristique de Guîtres à Marcenais. |

|  | Dessin de la voiture Cfx-218 dite moderne à toit bombé, construite en 1903, représentée dans son authentique livrée de 1968. Elle est exposée, dans une livrée différente, en plein air au Rond-point des Prés-d'Arènes, ex Rond-point de Moulin, à Montpellier, près de la médiathèque Federico Garcia Lorca. Elle est classée monument historique depuis le 27 mars 1990. | La voiture Cfx-220 préservée sur le train touristique de Marquèze. |

|  | Voiture Cfx-221 garée au dépôt de Chaptal en 1968 et devenue terrain de jeu des gamins. Elle appartient à l'une de deux rames composées de voitures Cfx et Afx ; elle ne sera pas sauvegardée. Juste derrière, on aperçoit une partie de la rame composée de voitures Bf. À l'arrière-plan, derrière le grand mur, la Maison de l'agriculture est déjà construite sur les terrains de Chaptal. |

|  | Dessin à gauche et photo à droite de la voiture Afx-11 ex 1re classe moderne à toit bombé, construite en 1903, conservée "détôlée" au Musée du Train de Palavas-les-Flots. Elle est classée monument historique depuis le 10 septembre 1990. |

Fourgons - Aucun fourgon n'est conservé malgré leur intérêt historique puisqu'il s'agissait du seul matériel remorqué ayant conservé ses plates-formes d'origine sans barres verticales et avec les éléments décoratifs en fer forgé supportant le porte-à-faux du toit.
| En 1959 | Dessins du fourgon Df-502 À gauche en 1959 La traction à vapeur touche à sa fin. Les 040T Schneider de la série D n'ayant pas de turbo-dynamo, chaque fourgon est équipé d'une génératrice à courant continu fournissant l'électricité nécessaire à l'éclairage de la rame à laquelle il est attelé. La génératrice est entrainée par une courroie de cuir reliée à un volant de bois monté sur un des essieux. À l'arrêt, un parc de batteries monté à l'intérieur du fourgon assure la continuité de l'alimentation électrique. À droite en 1968 Les BB Coferna de la série DE assurent la totalité du service sur la ligne de Palavas. Devenue inutile la génératrice est déposée depuis 1960 car l'alimentation en courant continu se fait directement depuis la locomotive diesel-électrique. | En 1968. |

|  | Autres oubliées, les voitures équipées du seul frein à vis. Ici l'Afx-14 construite en 1910 avec, comme les Bf, quatre sabots de frein alors que ses homologues disposant du frein Westinghouse en possèdent huit. |

Wagons - Aucun wagon n'est conservé.
| Le wagon à plate-forme MR-765. | Le parc, composé de 225 wagons, comportait des couverts, des tombereaux à bords hauts, des plats dits à plate-forme, des wagons à ballast et des wagons de service (réservoir désherbeur, dortoir, secours et inspection des voies). | Le wagon couvert JPf-1257 sur une voie de garage de Palavas. |

22 juin 1969 - La locomotive 040T Schneider D-69, très soigneusement entretenue, est détruite par l’incendie de la remise à machines du dépôt de Béziers-Nord. L'enquête de police révèle une origine criminelle du sinistre. Cette machine avait constitué la réserve froide afin de suppléer à une éventuelle défection des BB Coferna DE. Elle était la seule, parmi les trois 040T Schneider préservées, à être en état de marche. Sa destruction obère la remise en service éventuelle d'une locomotive à vapeur Hérault.
Courant 1969 - Dépose de la voie :
- entre Béziers et Maureilhan et entre Cazouls et Saint-Chinian de l'ancienne ligne de Béziers à Saint-Chinian ;
- sur l'ensemble de la gare et du dépôt de Béziers-Nord ;
- d'une courte section de la ligne de Montpellier à Palavas entre la gare de l'Esplanade et Racanié, ainsi que la gare de Palavas, le reste est conservé jusqu'aux années 1990 ;
- sur l'ensemble de la gare Chaptal et partiellement du dépôt Chaptal ;
- du raccordement de Chaptal vers Racanié ; en revanche, la voie reliant le dépôt Chaptal à la gare d'Arènes est conservée un certain temps pour permettre l'acheminement du matériel roulant de l'Hérault transféré vers d'autres réseaux.

Courant des années 1990 - L’atelier de réparation des wagons-citernes de Cazouls-les-Béziers ferme et le trafic des bauxites disparait de Cazouls comme de Bouzigues. La SNCF arrête l’exploitation des deux lignes survivantes de l’Intérêt local :
- la ligne de Sète à Bouzigues, qui sera rapidement déferrée ;
- la ligne de Colombiers à Cazouls-les-Béziers, qui est immédiatement reprise par le conseil général et intégrée dans le réseau ferré (en fait une seule ligne) de la Sodetrhe (Société départementale des transports de l’Hérault) puis d'Hérault Transport, Syndicat mixte des transports en commun de l'Hérault, en 2004.

Les Chemins de fer de l'Hérault renaissent.

### La renaissance
- 1986 – S’appuyant sur la loi de décentralisation des transports, les élus héraultais reprennent en main la ligne de Colombiers à Cazouls-les-Béziers. Gérée par un agent territorial responsable des voies ferrées départementales, elle reprend de la vigueur et le trafic généré par les principales entreprises embranchées augmente régulièrement. En outre, les Chemins de fer de l’Hérault ont une activité de stockage de wagons ;
- 1995 - La locomotive 040T Schneider D-81 et la voiture Cfx-218 moderne à toit bombé[65] sont exposées en plein air et sans aucune protection au Rond-point-des-Prés-d’Arènes (ex Rond-point de Moulin) à Montpellier, près de la médiathèque Federico Garcia Lorca. Toutes deux sont classées monument historique ;
- 1996 - La locomotive 040T Schneider D-70 et la voiture Afx-11 ex 1re classe sont conservées à l’abri au Musée du Train de Palavas-les-Flots ;
- 2001 - L'autorail De Dion-Bouton M-104, du type NT série M-101 à 105, initialement livée au réseau de Franch-Comté, n'a officiellement jamais été muté sur l'Hérault, pourtant les cinq appareils de la série étaient probablement à Chaptal pendant une partie de l'occupation allemande. Le M-104 a été transferé sur les Ch. de F. Economiques de la Gironde, puis sur les Voies Feréees des Landes. Conservé par l'Association Bordelais des Amis des Chemins de Fer (ABAC) à Labouheyre, l'association a donné tout son matériel au Train touristique de Guîtres à Marcenais en 1981, qui a fait restaurer le M-104 en 2001. (source : témoin direct, webmaster de www.patrimoine-ferroviaire.fr)
- 2004 – BSN-Glasspack (groupe Owens-Illinois) construit une verrerie sur la ZA de Béziers Ouest jouxtant la commune de Maureilhan et très proche de la ligne de Colombiers à Cazouls. Avec une capacité annuelle de production de 350 millions de bouteilles, la nouvelle usine ouvre des perspectives d’augmentation de trafic ferroviaire considérables ; il est envisagé d’établir un embranchement particulier ;
- Mai 2005 - L’exploitation de la ligne est assurée en partenariat avec la Régie départementale des transports des Bouches-du-Rhône (RDT 13) et le concours de la SNCF pour la traction. Propriété du Conseil général de l'Hérault, cette unique ligne constitue le réseau ferré départemental intégré au Syndicat mixte des transports en commun de l'Hérault (Hérault Transport) ;
- 2006 - La voie est intégralement renouvelée entre Colombiers et Cazouls. Une traversée-jonction-double est posée à Maureilhan permettant la liaison entre l’actuelle ligne, les voies d’exploitation renouvelées et une antenne à reposer en direction de Maraussan afin d’augmenter la longueur de voie utilisable pour le stockage de wagons.

|  | Maureilhan en octobre 2006 : travaux de renouvellement des voies.                                      |
|  | Cazouls-les-Béziers en octobre 2006 : on remarquera le très bon état du matériel roulant et des voies. |

- 2007 — Les voitures Bf-103, 104, 105 et 108 assurent toujours leur service touristique entre Saint-André et Sentheim sur le Train Thur Doller Alsace. Elles sont classées monument historique.

Les voitures Cfx-222 et 225 et Bf-101 - 106 et 115 sur le Train touristique de Guîtres à Marcenais assurent toujours leur service, comme les Cfx-219, 220, 227, 228, 229 et 230 de l’Ecomusée de Marquèze sur la ligne Sabres - Marquèze.
La Cfx-218, exposée en plein air à Montpellier à proximité de la médiathèque Federico Garcia Lorca, continue de se dégrader alors que l’Afx-11, préservée au Musée du train de Palavas-les-Flots est en excellent état mais toujours sans ses tôles extérieures.

### Exploitation de la ligne de Colombiers à Cazouls-les-Béziers
Colombiers
|  | Départ de la ligne vers Cazouls-les-Béziers.                             |
|  | La voie est en excellent état. Elle est vue ici en direction de Montady. |

Montady
Bien que traversé par le chemin de fer depuis 1913, la commune de Montady présente la particularité de n'avoir jamais eu de gare. Du temps de l'exploitation du service des voyageurs les trains marquaient un arrêt en rase campagne. Aujourd'hui, l'urbanisation fait que les Chemins de fer de l'Hérault circulent en bordure de jardin des villas des quartiers résidentiels du village situé à moins de 10 km de Béziers.
|  | Locotracteur Fauvet-Girel de 300 ch no 55 de la RDT 13 garé dans l'emprise de la SLE (Société languedocienne d'entreposage).                                                                                             |
|  | Locotracteur Fauvet-Girel de 300 ch no 302 de la RDT 13 garé dans l'emprise de la SLE (Société languedocienne d'entreposage) avec le 55.                                                                                 |
|  | En 2007 l'embranchement particulier de l'usine SLPV (Société languedocienne des produits verriers) est partiellement déposé. En arrière-plan le PN no 6 de la route départementale 11 Béziers - Capestang - Carcassonne. |

Maureilhan
Les embranchements particuliers en 2007
| Amorce de l'embranchement BSN-Glasspack | Photo de gauche : amorce de l'embranchement de l'usine BSN-Glasspack qui, en projet, se résume à quelques centimètres de rails ! Tout reste à construire. La voie est vue en direction de Montady. Photo de droite : l'embranchement de l'usine Trilles SA n'est pas utilisé bien qu'il soit en très bon état. À droite, la voie en direction de Cazouls-les-Béziers. | Embranchement Trilles SA |

La gare de Maureilhan et la bifurcation entre les lignes vers Colombiers et vers Maraussan
|  | Travaux de renouvellement des voies en octobre 2006. La ligne de Béziers à Saint-Chinian est fermée en 1968 et la voie entre Béziers et Maureilhan est déposée en 1969 ; en revanche la ligne de Colombiers est toujours exploitée et la voie est intégralement renouvelée entre Colombiers et Cazouls-les-Béziers en 2006. Afin d'augmenter la capacité de stockage de wagons, il est envisagé de reposer une portion de voie vers Mauraussan. Les travaux de rénovation de la plate-forme sont en cours en 2007. |
|  | Quelques tronçons déposés de la voie d'origine Hérault vus en février 2007. |
|  | Le village et le viaduc supportant la ligne de Colombiers vus en novembre 2007 depuis la plate-forme en cours de rénovation de la voie vers Maraussan. |

| Février 2007 : après la traversée-jonction-double la plate-forme est envahie par la végétation. | Les rails vers Maraussan et le réservoir sont démontés. La plate-forme de l'ancienne ligne de Béziers vers Maraussan est à gauche du soubassement en maçonnerie de l'ancien réservoir, la ligne de Colombiers passe sur sa droite. | Novembre 2007 : tout change, les travaux sont en cours.                        | Février 2008 : deux voies sont posées en direction de Maraussan en remplacement de la voie unique d'origine posée en 1876 et déposée en 1969.                   |
| Février 2007 : la végétation a tout envahi.                                                     | Vestige de la signalisation à la bifurcation ; photos prises depuis la plate-forme de la voie de Béziers en regardant vers Maraussan.                                                                                              | Novembre 2007 : les travaux de remise en état de la plate-forme sont en cours. | Février 2008 : la voie vers Maraussan est en cours de repose. L'abaissement du niveau de la plate-forme permet son élargissement pour recevoir une double voie. |

Cazouls-les-Béziers
Bien que gare terminus de la ligne de Colombiers à Cazouls-les-Béziers, le bâtiment a perdu toute affectation ferroviaire. Il n'en conserve pas moins un aspect proche de ce qu'étaient les gares de l'Intérêt local.
| Vue du côté de la cour | L'ancienne gare de Cazouls en 2007. Il s'agit d'une gare de type 2, constituée d'un ensemble groupant le bâtiment des voyageurs, la halle-magasin, un quai couvert (ici le quai et sa couverture ont disparu) et le logement du chef de gare accolé au bâtiment des voyageurs du côté opposé de la halle-magasin. Les façades de 14,95 m sur 9,93 m comportent trois ouvertures vitrées. | Vue du côté de la halle-magasin |

|  | À la sortie de la gare en direction du pont du Rhounel, les derniers rails d'origine disparaissent fin 2007 et la plate-forme est réaménagée. |

|  | En 2008 la voie d'origine « Hérault » en palier est toujours en place sur le pont du Rhounel et utilisée pour le stockage des wagons. |

## Particularités de la zone montpelliéraine de la section Montpellier - Paulhan de la ligne de Montauban à Montpellier
La ligne 2, Jacou - Saint-Jean-de-Védas, des nouveaux tramways de Montpellier est inaugurée le 16 décembre 2006. Les rames Citadis 302 des TaM (Transports de l'agglomération de Montpellier) circulent sur une portion de la voie unique ex-Midi de la ligne Montpellier - Paulhan entre l'avenue du Colonel-Pavelet et la Condamine. 

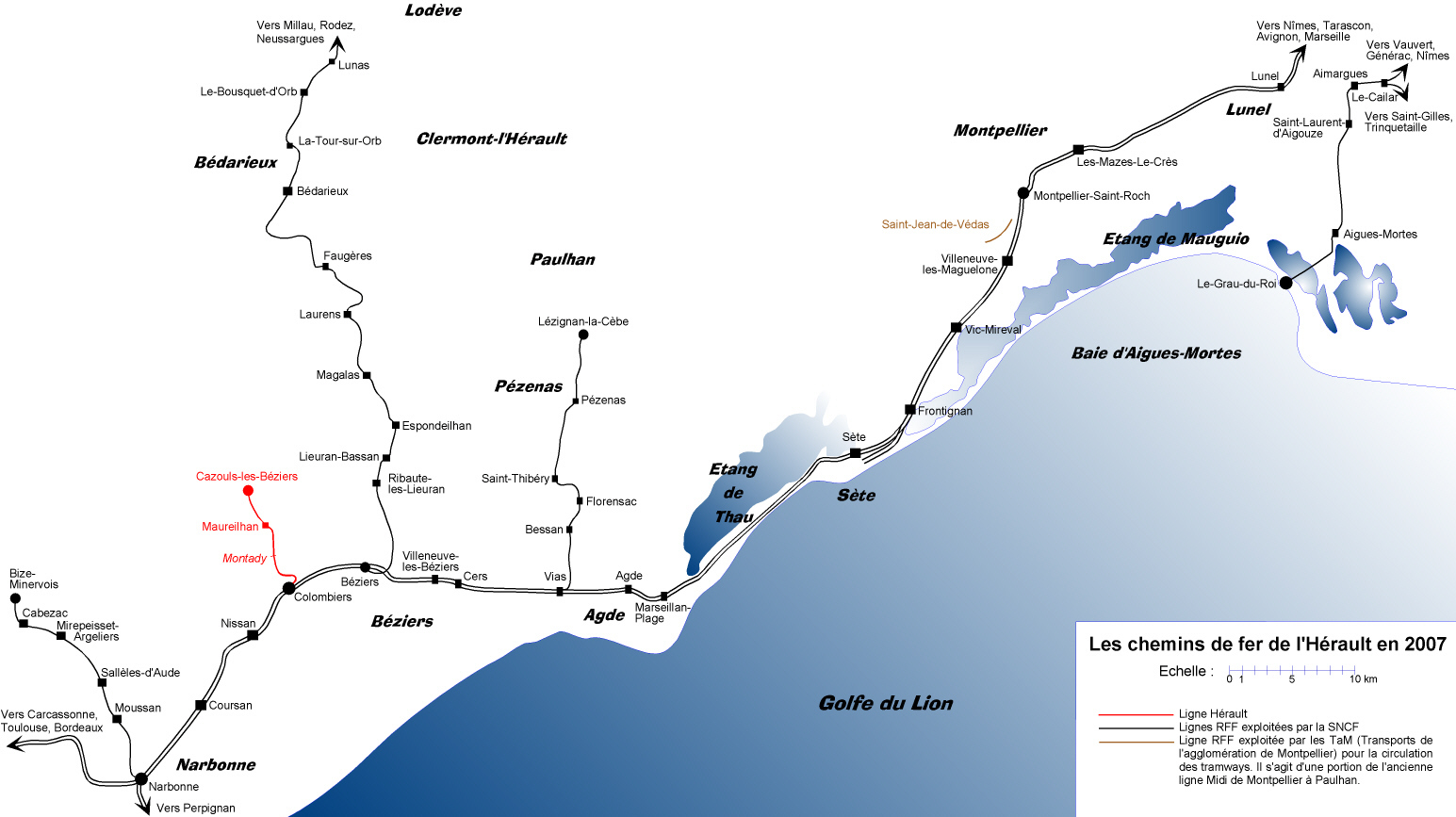
Les Chemins de fer de l'Hérault en 2007

L'emprise appartenant au Réseau ferré de France, il y a un accord entre RFF et TaM permettant le partage des circulations des trains de fret (inexistants pour l'instant) et des tramways. L'évolution du trafic ferroviaire sur ce tronçon est, au fil des ans, assez remarquable.
Construite par la Compagnie du Midi, la section Montpellier - Paulhan est un des éléments de la transversale Montauban - Montpellier par Saint-Sulpice, Castres, Mazamet, Saint-Pons, Bédarieux, Faugères et Paulhan. L'ouverture des diverses sections se répartit sur vingt-trois ans et la chronologie ne semble pas prendre en compte la logique de la progression du tracé. Des considérations locales et l'avancement des travaux de construction des lignes adjacentes justifient la lenteur et cette apparente incohérence :
- 1866 : ouverture de Castres - Mazamet ;
- 1869 : ouverture de Montpellier - Paulhan ;
- 1875 : ouverture de Paulhan - Roujan ;
- 1876 : ouverture de Roujan - Gabian ;
- 1877 : ouverture de Gabian - Faugères ;
- 1883 : ouverture de Mazamet - Saint-Amans-Soult ;
- 1884 : ouverture de Montauban - Saint-Sulpice ;
- 1888 : ouvertures de Saint-Sulpice - Castres et de Saint-Amans-Soult - Saint-Pons ;
- 1889 : ouverture de l'intégralité de la ligne avec la section Saint-Pons - Bédarieux (la liaison Faugères - Bédarieux existe depuis 1858 avec la construction de la ligne Béziers-Midi - Graissessac-Estréchoux).

À partir de 1869, la section de ligne qui nous intéresse n'est parcourue que par les convois voyageurs et marchandises de la Compagnie du Midi.
De 1876 à 1902, s'ajoutent les trains de voyageurs et les trains de marchandises Montpellier-Chaptal - Béziers-Nord de la Compagnie de l'Hérault. Cette juxtaposition génère un trafic intensif d'où la volonté du Midi, afin de ne pas pénaliser la régularité de ses propres trains, de ne pas assurer la correspondance avec les convois de l'Hérault en retard.
En 1902, la situation se détend avec l'arrêt des circulations des trains de l'Intérêt-local qui empruntent maintenant l'itinéraire Celleneuve, Lavérune, Pignan-Murviel, Cournonterral-Coulazou et Montbazin (IL).
Cependant, en 1953, l'Hérault cesse d'exploiter la section Celleneuve - Montbazin (IL). Les trains de l'Intérêt-local circulent donc à nouveau sur la ligne (devenue SNCF en 1938). La situation est malgré tout bien moins tendue qu'entre 1876 et 1902 car il n'y a plus de service voyageurs entre Montpellier-Chaptal et Béziers-Nord et le service des marchandises sur Montpellier - Paulhan s'est considérablement réduit.
En 1963, le trafic de l'Intérêt-local cesse entre Montpellier et Béziers, il n'y a plus que les trains SNCF voyageurs et marchandises qui circulent sur la ligne Montpellier - Paulhan.
Le service des voyageurs est supprimé en 1970 et le trafic des marchandises se réduit considérablement durant les années 1970-1990.
Dans le début des années 2000 il y a encore quelques convois de fret qui desservent les embranchements particuliers entre Montpellier et Saint-Jean-de-Védas, puis il n'y a plus aucun trafic bien que la ligne reste officiellement ouverte. Enfin, après le remplacement de la voie et du ballast et l'électrification en 750 V continu du tronçon qui nous intéresse, les tramways de l'agglomération de Montpellier s'installent sur la ligne en 2006 à raison d'une rame toutes les 7 minutes environ (deux sens confondus).
En un peu plus de cent-trente années d'exploitation, cette section aura vu circuler en service régulier :
| Machines Midi        | Machines Hérault                     | Machines SNCF | Autorails SNCF | Tramways TaM       |
| -------------------- | ------------------------------------ | ------------- | -------------- | ------------------ |
| 030 série-800 à 1200 | 030T Cail série-21 et 22             | 050-TB        | X-5600 FNC     | Citadis 302 Alstom |
| 032T série-300       | 030T Ernest-Goüin E-31 et 32         | 140-G         | X-5500         |                    |
| 040 série-2200       | 040T Cail B-51 à 54                  | 220-A         | X-5800         |                    |
| 050T série-5000      | 040T Schneider D-61 à 82             | 221-A         | X-2400         |                    |
| 120 série-1600       | 050T Borsig H-501 et 502             | Y-7100        | X-2800         |                    |
| 130 série-2800       | 020+020T-Mallet Cail H-201 à 204     | Y-7500        |                |                    |
| 140 série-4000       | 030+030T-Meyer Cail série 151 et 152 | Y-7400        |                |                    |
| 140 série-4200       | BB Coferna DE-1 à 6                  | Y-8000        |                |                    |
| 230 série-3700       |                                      | BB-63500      |                |                    |
| 230 série-1300       |                                      | BB-66000      |                |                    |
| 230 série-1400       |                                      |               |                |                    |
| 240T série-4500      |                                      |               |                |                    |

auxquels il convient d'ajouter des Pacific du Midi, des Pacific du PLM, des 141-R et des BB-67000 de la SNCF tractant des trains réguliers exceptionnellement détournés par l'interception de la ligne Marseille - Bordeaux entre Montpellier, Sète ou Béziers.

## Archéologie ferroviaire
Il reste des traces dans la topographie héraultaise de l'existence de l'Intérêt local : anciennes gares, tunnels, ponts, remblais et tranchées en pleine garrigue, au milieu des vignes ou dans les villages.

### À Montpellier
(Paragraphe à illustrer)
Il ne subsiste plus de traces des bâtiments et dépendances des gares de l'Esplanade et Chaptal, du dépôt et des ateliers de Chaptal ni de l'annexe de Racanié. En revanche, les anciennes plates-formes ferroviaires sont toutes transformées en voies urbaines. Deux exceptions cependant : le pont de pierre de la rue Tour-Buffel qui enjambe l'avenue de la Liberté, ci-devant voie unique reliant Chaptal et Celleneuve et le pont de pierre de l'avenue du Pont-Trinquat qui enjambe la plate-forme de l'ancienne ligne de Palavas.
Viaduc de l'Esplanade
Le viaduc de l'Intérêt local n'existe plus mais depuis 2000 le viaduc de la ligne de tramway no 1 des TaM (Transports de l'agglomération de Montpellier) le remplace. Sur quelques dizaines de mètres, vers l'angle des rues Baudin et Duguesclin en direction de l'avenue des États du Languedoc, l'ouvrage en pierre de 1872 a fait place, sur une courte distance, à son homologue en béton. Tout passager de Citadis en direction d'Odysseum regardant à droite après le virage de l'Horloge a la même vision sur les immeubles au bord de la voie que celle qu'avaient les voyageurs des Bf, Cfx ou autres Z et M De Dion-Bouton en route vers Palavas. Quant aux habitants des immeubles, ils ont retrouvé en 2000 — avec joie ? ! — les circulations ferroviaires interrompues depuis 1968.
Emprises de la gare Chaptal, du dépôt et des ateliers
Centre des impôts et Maison de l’agriculture.
|  | « La Compagnie des chemins de fer de l'Hérault à ses employés et ouvriers morts pour la France ». Le monument aux morts est érigé à la gare de l'Esplanade en 1919. À la démolition de celle-ci, en 1969, il est transféré sur la place Chaptal près de l'emplacement de l'ancienne gare du même nom détruite un peu plus tôt. |

À Celleneuve
L'ancien bâtiment de la gare existe toujours mais, profondément remanié, il a perdu tout aspect ferroviaire et ne présente plus d'intérêt archéologique ou photographique.

### Sur la ligne de Montpellier à Palavas
| Ligne de Montpellier à Palavas : les bâtiments voyageurs en 2007 | Ligne de Montpellier à Palavas : les bâtiments voyageurs en 2007       | Ligne de Montpellier à Palavas : les bâtiments voyageurs en 2007 | Ligne de Montpellier à Palavas : les bâtiments voyageurs en 2007 |
| Station                                                          | Bâtiment voyageurs                                                     | État                                                             | Caractère ferroviaire                                            |
| ---------------------------------------------------------------- | ---------------------------------------------------------------------- | ---------------------------------------------------------------- | ---------------------------------------------------------------- |
| Esplanade                                                        | Oui, monumental                                                        | Détruit en 1972                                                  |                                                                  |
| Racanié                                                          | Non                                                                    |                                                                  |                                                                  |
| La-Céreirède                                                     | Oui, halte                                                             | Transformé en maison d'habitation                                |                                                                  |
| Lattes                                                           | Oui, gare de type 1 sans halle, avec logement du chef de gare à étage. | Détruit                                                          |                                                                  |
| Les-Premières-Cabanes                                            | Oui, halte                                                             | Détruit dans les années 1980                                     |                                                                  |
| Les-Quatre-Canaux                                                | Non                                                                    |                                                                  |                                                                  |
| Palavas-Rive-droite                                              | Oui, halte en bois                                                     | Détruit                                                          |                                                                  |
| Palavas-plage                                                    | Oui, gare de type 2 à halle allongée                                   | Détruit                                                          |                                                                  |

|  | À Montpellier Le pont de l'avenue du Pont-Trinquat dans le quartier de la Céreirède. Il enjambe la plate-forme de l'ancienne ligne de Montpellier à Palavas envahie par la végétation ; vers le fond, la direction de l'Esplanade. Juste après le pont, la ligne s'incurvait sur la gauche jusqu'au raccordement direct Chaptal - Palavas de la patte-d'oie de Racanié puis atteignait Racanié avant de s'attaquer à la longue rampe de l'Esplanade. C'est à cet endroit que les mécaniciens des 040T Schneider de la série D demandaient à leur machine le maximum de puissance pour prendre l'élan nécessaire à la montée de cette rampe à 30 mm/m. Depuis le pont, le spectateur pouvait voir le dandinement caractéristique des rames bondées lancées dans la tranchée à 60 km/h et tout particulièrement les mouvements latéraux synchrones mais opposés de la machine et de la première voiture. Le mécanicien se tenait debout cramponné au centre de l'ouverture de la cabine — les locomotives montaient cheminée en arrière — et observait les signaux des trois passages à niveau successifs tandis que le chauffeur, balloté dans tous les sens, devait charger le foyer en permanence pratiquement jusqu'à l'arrivée à l'Esplanade. Depuis 2012, ce tronçon est emprunté par le tracé de la Ligne 4 du tramway de Montpellier et le pont a été détruit. |

|  | À La Céreirède La plaque en bois d'identification de la halte est d'origine. Bien que le nom, la typographie et les couleurs ne soient pas conformes, les occupants du lieu ont conservé le caractère ferroviaire de leur petite maison. L'éclairage électrique n'a été installé qu'en avril 1939 : on peut distinguer une partie de l'installation d'origine. |

| 2007 | À Lattes Le bâtiment est détruit mais la municipalité a fait installer quelques éléments ferroviaires au carrefour giratoire aménagé sur l'emplacement de l'ancien passage à niveau. À gauche : Les vieux platanes en ont vu passer des trains et des voyageurs allant et revenant de la mer. Au premier plan, la plate-forme des voies transformée en esplanade. Au fond, l'ancien passage à niveau aménagé en carrefour giratoire. À droite : La gare, le sémaphore, les platanes et un train en provenance de Montpellier dans les années 1950. | 1950 |
| 2007 | À gauche : L'emplacement de l'ancien passage à niveau de la gare est aménagé en carrefour giratoire. Les services techniques municipaux y ont installé : - un court tronçon de voie dont les rails et traverses proviennent de divers points de la ligne ; - le mat de l'ancien sémaphore qui a pris maintenant l'aspect d'un lampadaire ; - les leviers et contrepoids d'une commande d'aiguillage. Bien que la voie ne soit placée ni orientée correctement par rapport à l'originale, le caractère ferroviaire est bien évoqué. À droite : La gare, le sémaphore, les platanes, le passage à niveau et une Traction-Avant 11B Citroën dans les années 1960. | 1960 |

La voie principale et l'évitement sont déposés en 1969 et le petit bâtiment de la halte est détruit dans les années 1990.
| Printemps 2007 | Aux Premières Cabanes La plate-forme de la voie est transformée, depuis l'été 2007, en piste cyclable sur la quasi-totalité du parcours Lattes - Palavas. À gauche : Au printemps 2007, quelques mètres de rails sont visibles sous la fine couche de bitume du passage à niveau et les vestiges du portique permettant la vérification du gabarit de chargement des tombereaux sont toujours debout. À droite : La gare et le portique du gabarit dans les années 1950. | 1950 |

| Automne 2007 | Une piste cyclable est aménagée sur l'ancienne plate-forme de la voie durant l'été 2007 retirant à ce lieu tout caractère ferroviaire : les rails et le portique du gabarit disparaissent. |

| Automne 2007 | À gauche : À l'emplacement de l'ancienne halte, il ne reste rien du bâtiment. Au premier plan, la plate-forme de la voie transformée en piste cyclable. À droite : Le bâtiment et la signalisation du passage à niveau dans les années 1960. | 1960 |
| Automne 2007 | Le paysage vu de l'ancienne halte, lui seul n'a pas changé. |      |

### Sur la ligne de Montpellier à Rabieux et à Lodève
| Ligne de Montpellier à Rabieux : les bâtiments voyageurs en 2007 | Ligne de Montpellier à Rabieux : les bâtiments voyageurs en 2007                       | Ligne de Montpellier à Rabieux : les bâtiments voyageurs en 2007 | Ligne de Montpellier à Rabieux : les bâtiments voyageurs en 2007 |
| Station                                                          | Bâtiment voyageurs                                                                     | État                                                             | Caractère ferroviaire                                            |
| ---------------------------------------------------------------- | -------------------------------------------------------------------------------------- | ---------------------------------------------------------------- | ---------------------------------------------------------------- |
| Chaptal                                                          | Oui, monumental                                                                        | Détruit en 1967                                                  |                                                                  |
| Celleneuve                                                       | Oui, gare de type 1                                                                    | Transformé en bâtiment industriel                                | Non                                                              |
| Saint-Georges                                                    | Oui, gare de type 2                                                                    | Transformé en maison d'habitation                                | Non                                                              |
| Saint-Paul - Montarnaud                                          | Oui, gare de type 1                                                                    | Transformé en maison d'habitation                                |                                                                  |
| Saint-Paul-et-Valmalle                                           | Non                                                                                    |                                                                  |                                                                  |
| La-Boissière                                                     | Oui, gare de type 1                                                                    | Transformé en maison d'habitation                                |                                                                  |
| La-Boissière-village                                             | Non                                                                                    |                                                                  |                                                                  |
| Aniane                                                           | Oui                                                                                    | Détruit                                                          |                                                                  |
| Gignac                                                           | Oui, gare de type 2                                                                    | Détruit                                                          |                                                                  |
| Saint-André                                                      | Oui, gare de type 2                                                                    | Transformé en salle des fêtes                                    |                                                                  |
| Ceyras - Saint-Félix                                             | Oui, gare de type 1                                                                    | Transformé en maison d'habitation                                |                                                                  |
| Rabieux IL                                                       | Non, la gare Midi est commune aux deux réseaux mais présence de bâtiments de services. | Maison du garde-barrière transformée en habitation               |                                                                  |

|  | À Saint-Paul et Valmalle À gauche : le soubassement en maçonnerie de l'ancien réservoir de 50 m. Au fond l'ancienne plate-forme en la direction de Saint-Georges. À droite : Au milieu du village la voie enjambe le chemin de Valmalle sur un pont métallique. Transformé en voie routière, le pont est toujours utilisé mais, compte tenu de son âge et de son niveau d'entretien, limité à 5,5 tonnes seulement. |

|  | À Gignac La gare de Gignac, au bout de l'avenue du Maréchal Foch, n'existe plus. Depuis la route d'Aniane la plate-forme est transformée en voie routière puis urbaine, avenue du Mas Faugère, longeant toute la ville jusqu'au pont de Gignac, sur l'Hérault, boulevard du Moulin, où le remblai est arasé. Cette absence de talus facilite la desserte du lotissement établi à proximité. Franchissant l'Hérault en accotement de la route sur ce pont historique, la voie rejoignait ensuite Saint-André-de-Sangonis. Aujourd'hui, la route occupe toute la largeur du pont de Gignac et la plate-forme transformée en voie routière est interrompue par le passage de l'autoroute A 750/E 11 Montpellier - Clermont-Ferrand. Le pont de Gignac sur l'Hérault est construit au XVIIIe siècle — il ne s'agit donc pas d'un ouvrage ferroviaire — mais avec une largeur exceptionnelle pour l'époque. Les concepteurs de la ligne de Montpellier à Rabieux décident de l'utiliser conjointement avec la route. De 1896 à 1949, la voie ferrée franchit le fleuve en accotement de la route Montpellier - Lodève sur ce bel ouvrage classé monument historique. |

|  | À Rabieux Rabieux n'est qu'un lieu-dit de la commune de Ceyras, pourtant l'attachement de ses habitants à l'Intérêt local se manifeste par un panneau explicatif disposé sur l'emplacement des anciennes installations ferroviaires de l'Hérault : « Le patrimoine "Rabieux-Béziers-Bercy" au début du XXe siècle, Rabieux était une grande gare ! C'est de là que partaient des trains entiers de vin vers le "ventre parisien".» La photo montre la gare de Saint-André et la locomotive 040T Schneider D-62, en service de 1896 à 1955. Les trains de l'Intérêt local qui étaient autorisés à poursuivre leur trajet jusqu'à Lodève y récupéraient l'agent accompagnateur réglementaire de la Compagnie du Midi. |

### Sur les lignes de Montpellier à Béziers et de Mèze à Agde
| Ligne de Montpellier à Béziers : les bâtiments voyageurs en 2007 | Ligne de Montpellier à Béziers : les bâtiments voyageurs en 2007 | Ligne de Montpellier à Béziers : les bâtiments voyageurs en 2007                                                                                | Ligne de Montpellier à Béziers : les bâtiments voyageurs en 2007 |
| Station                                                          | Bâtiment voyageurs                                               | État | Caractère ferroviaire                                            |
| ---------------------------------------------------------------- | ---------------------------------------------------------------- | --- | ---------------------------------------------------------------- |
| Chaptal                                                          | Oui, monumental                                                  | Détruit en 1967 |                                                                  |
| Celleneuve                                                       | Oui, gare de type 1                                              | Transformé en bâtiment industriel | Non                                                              |
| Lavérune                                                         | Oui                                                              | Transformé en maison d'habitation | Non                                                              |
| Pignan - Murviel                                                 | Oui, gare de type 2                                              | Transformé en médiathèque |                                                                  |
| Cournonterral-Coulazou                                           | Oui, gare de type 2                                              | Transformé |                                                                  |
| Cournonsec                                                       | Oui, halte                                                       | Transformé et intégré à un ensemble scolaire | Non                                                              |
| Montbazin IL                                                     | Oui, gare de type 2                                              | Transformé en maison d’habitation |                                                                  |
| Poussan                                                          | Oui                                                              | Détruit |                                                                  |
| Balaruc                                                          | Oui                                                              | Détruit |                                                                  |
| Bouzigues                                                        | Oui, gare de type 1                                              | Transformé en musée des Sapeurs-pompiers | Oui                                                              |
| Loupian                                                          | Oui                                                              | |                                                                  |
| Mèze                                                             | Oui, gare de type 2 à logement du chef de gare à étage.          | Détruit dans les années 1990 |                                                                  |
| Mèze-maritime                                                    | Non                                                              | |                                                                  |
| Font-Mars                                                        | Oui, gare de type 1                                              | D’origine mais en ruine |                                                                  |
| Saint-Martin                                                     | Oui                                                              | Transformé en maison d'habitation | Non                                                              |
| Montagnac                                                        | Oui                                                              | Détruit |                                                                  |
| Pézenas-Nord                                                     | Oui, gare de type 2 allongée à halle séparée                     | Transformé en espace culturel. L'inscription « Boby » au-dessus de la porte centrale est un hommage au chanteur Boby Lapointe natif de Pézenas. |                                                                  |
| Tourbes                                                          | Oui, gare de type 1                                              | Transformé en maison d'habitation |                                                                  |
| Valros                                                           | Oui, gare de type 1                                              | Transformé en maison d'habitation |                                                                  |
| Servian                                                          | Oui                                                              | Détruit |                                                                  |
| Bassan                                                           | Oui, gare de type 1                                              | Transformé en maison d'habitation |                                                                  |
| Boujan                                                           | Oui                                                              | Transformé en maison d'habitation | Non                                                              |
| Béziers-Nord                                                     | Oui, monumental                                                  | Détruit |                                                                  |

|  | À Cournonterral Un peu avant la gare, la voie franchissait le ruisseau « Coulazou » sur un viaduc de pierre à cinq arches dont la première, complètement à gauche mais non visible sur la photo, est en courbe alors que les quatre autres sont en alignement. L'ouvrage est reconverti en voie de desserte des mas, mazets et lotissements des alentours. |

|                           | À Montbazin L'ancien passage à niveau de la gare sur la route de Villeveyrac : bien que partiellement enterrés, les rails de la voie principale et de la voie d'évitement sont toujours là. |                           |
|                           | Le pont métallique permettant à la voie de l'Hérault Montpellier - Béziers d'enjamber la voie du Midi Paulhan - Montpellier de la ligne de Montauban à Montpellier. Il assure ce rôle de 1902, année de l'ouverture de la section Celleneuve - Montbazin IL de la ligne de Montpellier à Béziers, à 1961, année de la fin de l'exploitation de cette section et de la dépose de la voie. Au premier plan sous le fatras, la voie Midi à double champignon est toujours présente mais en piteux état : elle n'est plus entretenue depuis 1970, année de fermeture de la ligne de Montpellier à Toulouse par Paulhan, Faugères, Bédarieux, Mazamet et Castres; elle passe sous la travée de gauche. La travée de droite, plus étroite, est réservée à un chemin d'exploitation desservant les vignes environnantes. |                           |
| Vue depuis la rive gauche | Entre Montagnac et Pézenas, le pont ferroviaire métallique sur l'Hérault est accolé au pont routier en pierre. Le pont initial de 1873 était en maçonnerie et comportait vingt arches. Cette disposition constituant un obstacle à l'écoulement des eaux, il fut détruit par une crue de l'Hérault en septembre 1907. Le nouvel ouvrage métallique, supporté uniquement par trois piles accolées à celles du pont routier, ne freine pas le courant du fleuve mais interdit la circulation de charges importantes. C'est la raison pour laquelle les 050T Borsig de la série H-501 à 503 n'étaient pas autorisées à le franchir. Aujourd'hui l'ouvrage est converti pour la circulation automobile. | Vue depuis la rive droite |

Sur la section de Pézenas à Béziers
La plate-forme est aménagée en voie routière de la sortie de Pézenas jusqu'à Servian puis en chemin jusqu’au-delà de Boujan, et enfin en voie urbaine dans Béziers jusqu'aux emprises de l'ancienne gare du Nord. Elle est goudronnée de Pézenas à Bassan et en terre battue de Bassan à Boujan. La chaussée n'est pas large, gabarit ancienne voie unique oblige, mais les marcheurs, cyclistes et automobilistes y circulent sans difficulté. Cette voie est utilisée dans deux esprits différents :
- elle est utilitaire et permet de joindre Pézenas à Tourbes, Valros ou Servian sans emprunter la route principale, son important trafic et ses embouteillages aux heures de pointe ;
- elle est l'objet d'un itinéraire de promenade agréable relativement peu utilisé par les voitures et, parfois, on peut y rencontrer quelques nostalgiques de l'Intérêt local qui « jouent au train » en y circulant à vélo ou en voiture, sans but précis, simplement pour se faire plaisir.

(Tableau en cours d'élaboration)
| Ligne de Mèze à Agde : les bâtiments voyageurs en 2007 | Ligne de Mèze à Agde : les bâtiments voyageurs en 2007  | Ligne de Mèze à Agde : les bâtiments voyageurs en 2007                                                                            | Ligne de Mèze à Agde : les bâtiments voyageurs en 2007 |
| Station                                                | Bâtiment voyageurs                                      | État | Caractère ferroviaire                                  |
| ------------------------------------------------------ | ------------------------------------------------------- | --- | ------------------------------------------------------ |
| Mèze                                                   | Oui, gare de type 2 à logement du chef de gare à étage. | Détruit dans les années 1990 |                                                        |
| Mèze-maritime                                          | Non                                                     | |                                                        |
| Font-Mars                                              | Oui, gare de type 1                                     | D’origine mais en ruine. Par la faiblesse de son trafic, cette gare fut la première à ne plus accueillir de personnel sédentaire. |                                                        |
| Pinet                                                  | Oui                                                     | |                                                        |
| Pomérols                                               | Oui                                                     | |                                                        |
| Florensac-la-Roseraie                                  | Oui                                                     | |                                                        |
| Marseillan                                             | Oui                                                     | |                                                        |
| Agde                                                   | Non, gare Midi commune aux deux réseaux                 | |                                                        |

### Sur les lignes de Béziers à Saint-Chinian et de Colombiers à Cazouls-les-Béziers
(Tableau en cours d'élaboration)
| Ligne de Béziers à Saint-Chinian : les bâtiments voyageurs en 2007 | Ligne de Béziers à Saint-Chinian : les bâtiments voyageurs en 2007 | Ligne de Béziers à Saint-Chinian : les bâtiments voyageurs en 2007                                                               | Ligne de Béziers à Saint-Chinian : les bâtiments voyageurs en 2007 |
| Station                                                            | Bâtiment voyageurs                                                 | État | Caractère ferroviaire                                              |
| ------------------------------------------------------------------ | ------------------------------------------------------------------ | --- | ------------------------------------------------------------------ |
| Béziers-Nord                                                       | Oui, monumental                                                    | Détruit |                                                                    |
| Lignan                                                             | Oui                                                                | Détruit |                                                                    |
| Maraussan                                                          | Oui                                                                | Emplacement occupé par la poste et la salle polyvalente                                                                          |                                                                    |
| Maureilhan                                                         | Oui, gare de type 1                                                | Détruit dans les années 1990 |                                                                    |
| Cazouls                                                            | Oui, gare de type 2                                                | D’origine |                                                                    |
| Réals                                                              | Oui, halte                                                         | Transformé en maison d’habitation                                                                                                |                                                                    |
| Cessenon                                                           | Oui, gare de type 2                                                | Détruit |                                                                    |
| Commeyras                                                          | Quai du lieu-dit Commeyras                                         | Quai de l'arrêt du train de la ligne Saint Chinian- Béziers, il n'y avait pas de gare à Commeyras, uniquement un quai sans abri. |                                                                    |
| Pierrerue                                                          |                                                                    | |                                                                    |
| Saint-Chinian                                                      | Oui, gare de type 2 à halle allongée et séparée                    | Transformé en bâtiment administratif                                                                                             |                                                                    |

| Ligne de Maureilhan à Colombiers : les bâtiments voyageurs en 2007 | Ligne de Maureilhan à Colombiers : les bâtiments voyageurs en 2007 | Ligne de Maureilhan à Colombiers : les bâtiments voyageurs en 2007 | Ligne de Maureilhan à Colombiers : les bâtiments voyageurs en 2007 |
| Station                                                            | Bâtiment voyageurs                                                 | État                                                               | Caractère ferroviaire                                              |
| ------------------------------------------------------------------ | ------------------------------------------------------------------ | ------------------------------------------------------------------ | ------------------------------------------------------------------ |
| Maureilhan                                                         | Oui, gare de type 1                                                | Détruit dans les années 1990                                       |                                                                    |
| Montady                                                            | Non                                                                |                                                                    |                                                                    |
| Colombiers                                                         | Non, la gare Midi est commune aux deux réseaux                     |                                                                    |                                                                    |

|  | À Lignan Le Pont de Tabarka vu depuis la rive gauche de l'Orb. Il s'agit de l'ouvrage le plus important de la ligne de Béziers à Saint-Chinian. De structure tubulaire, le pont est constitué de trois tabliers métalliques reposant sur deux piles principales et deux piles intermédiaires. Il est converti aujourd'hui en voie routière unique, à deux sens de circulation réglés par des feux tricolores. |

|  | À Maraussan Le Pont de Tabarka vu depuis la rive droite de l'Orb. Le 21 août 1892, il fut le théâtre du premier accident grave de l'Intérêt local. Le déraillement d'un train mixte provoqua la mort de cinq personnes et en blessa une soixantaine. La machine sortie des rails fut arrêtée par les caissons du pont évitant ainsi la chute du train dans l'Orb. |

| Esthétique recherchée pour le seul ouvrage d'art de la ligne construite en 1913. | Le viaduc de Maureilhan supportant la ligne de Colombiers. | Photo prise en novembre 2007 depuis la plate-forme en cours de rénovation de la voie vers Maraussan. |

|                                                      | À Cazouls-les-Béziers Quelques centaines de mètres de voie d'origine à la sortie de Cazouls vers Réals La seule voie d'origine de l'Intérêt local subsiste à la sortie de la gare de Cazouls-les-Béziers en direction de Réals. Ces quelques centaines de mètres n'ont pas été renouvelés en 2006 et les rails d'origine sont toujours là en 2007. Quittant la gare de Cazouls, la voie descend en courbe en direction de Réals, |                                                       |
|                                                      | pour atteindre le pont du Rhounel | La voie sur le pont en regardant vers Cazouls au fond |
| Le pont du Rhounel en regardant vers Cazouls au fond | et s'interrompre définitivement juste après le pont. Cet embryon de ligne peut être utilisé comme tiroir de manœuvre. Une curiosité : le stockage de wagons sur le pont métallique ; profitant de son profil en palier, les Chemins de fer l'Hérault n'hésitent pas à l'utiliser comme voie de stockage de matériel roulant (ici un wagon-citerne).                                                                              | La fin de la voie en direction de Réals               |

|  | À Réals Le pont routier de Réals, sur l'Orb, et le bel environnement de cette toute petite gare.                                                                 |
|  | Le tunnel. Au premier plan, la plate-forme depuis la direction de Saint-Chinian et Cessenon. À la sortie du tunnel, la direction de la gare de Réals et Béziers. |

|  | À Prades-sur-Vernazobre (halte de Commeyras) Le pont de Commeyras converti pour le passage d'un chemin de terre. |